# Atlanti csata (második világháború)
Az atlanti csata, amelynek elnevezése Winston Churchill brit kormányfőtől származik, a második világháború egyik ütközete volt, amely a konfliktus teljes időtartama alatt, 1939-től 1945-ig folyt az Atlanti-óceánon. Habár a harcokban részt vettek repülőgépek és a német felszíni hajók is, az atlanti csatát döntően a Kriegsmarine tengeralattjárói, illetve a nyugati szövetségesek hadi és kereskedelmi flottája vívta meg.
A német hadvezetés elsődleges célja az volt, hogy a tengeralattjárók elvágják a Nagy-Britanniát a világgal összekötő tengeri útvonalakat, és a kereskedelmi hajók folyamatos pusztításával megfojtsák a súlyosan importfüggő brit gazdaságot, és kiéheztessék a társadalmat. A szövetségesek válasza a Németország elleni tengeri blokád volt.
A tengeri háború során a hadviselők két különböző stratégiát alkalmaztak: a szövetségesek a kereskedelmi hajókat hajókaravánként (angol nevén konvoj) indították el és védelmük érdekében melléjük rombolókat és korvetteket rendeltek, a németek pedig farkasfalkákat állítottak össze a tengeralattjárókból, amelyek együttműködve támadták a lassú felszíni hajókat. A szövetségesek nagy hangsúlyt fektettek arra, hogy a hajók optimális számát és a hajókonvojok védőkíséretét úgy határozzák meg, hogy minimalizálni lehessen a veszteséget és ez az úgynevezett operációkutatás jelentős fejlődését hozta, amit aztán később a gazdasági életben is alkalmazhattak, valamint jelentős részben Neumann János munkásságának köszönhettek.
Az összecsapás első szakasza 1939. szeptember és 1940. június között zajlott. Ebben az időben az angol-francia koalíció kiszorította a német felszíni kereskedelmi teherhajókat a tengerekről, felállította a blokádot, és ezzel gyakorlatilag nullára csökkentette Németország vízi utánpótlását. Eközben a német tengeralattjárók rendszeres támadásokat indítottak a Brit-szigetek ellátását biztosító kereskedelmi hajók ellen, amibe elenyésző mértékben a Kriegsmarine felszíni hadihajói is bekapcsolódtak.
Az atlanti csata második felvonása 1940 nyarán kezdődött, amikor a németek – Dánia, Norvégia és a Benelux államok után – Franciaországot is megszállták. Mivel a németek az északi kikötők után megszerezték a francia atlanti bázisokat is, kiterjesztették és minden korábbinál gyilkosabbá tették a tengeralattjáró-háborút. 1942 első felében, az Amerikai Egyesült Államok hadba lépését követően, Karl Dönitz tengeralattjárói megjelentek az amerikai keleti part előtt is, ahol kihasználva az amerikai felkészületlenséget, hatalmas pusztítást végeztek.
Az angolszász szövetségesek folyamatosan fejlesztették eszközeiket és taktikájukat, és az amerikai gyárak ontani kezdték a teher- és hadihajókat. A németek hiába gyorsították fel a búvárhajó-kibocsátást, nem tudtak lépést tartani, így egyre nagyobb árat kellett fizetniük minden elsüllyesztett tonna után. 1943 májusában több mint negyven tengeralattjáró pusztult el, és Karl Dönitz admirális belátta, az atlanti háborút elvesztették.
A tengeralattjárókat visszavonták az északi vizekről, és ahogy a szövetségesek nyomultak előre, különösen a normandiai partraszállás után, úgy fogyatkozott a rendelkezésre álló kikötők és útvonalak száma.
Az atlanti csatában minden fél jelentős veszteségeket szenvedett. Több mint 2400 szövetséges kereskedelmi hajó, 170-nél több hadihajó süllyedt el. A 830 harci alkalmazásra vezényelt német tengeralattjáró 70 százaléka veszett oda. A szövetségesek legalább 13 millió tonna vízkiszorítású hajóteret vesztettek. Életével fizetett 30 ezer brit kereskedelmi tengerész és ugyanannyi haditengerész, illetve a Kriegsmarine 25 ezernél is több tengerésze.

## Előzmények
Az első világháborúban a Német Császári Haditengerészet korának egyik legnagyobb, legütőképesebb flottája volt. 1919-ben, a háború befejezése után azonban a győztesek a versailles-i békeszerződésben úgy döntöttek, hogy Németország nem tarthatja meg nagy hajóit, és flottájában nem lehetnek tengeralattjárók. A németek így kénytelenek voltak megmaradt hajóik átadására, megsemmisítésére, és haditengerészetük alacsony hatékonysági fokon tartására. 1935-ben megkötötték az angol–német flottaegyezményt, amely komoly engedményeket tett a németeknek, különösen a tengeralattjárók számában.
A Nemzetiszocialista Németország a haditengerészeti erőegyensúly javítása érdekében megkezdte a titkos Z terv végrehajtását. A projekt célja az volt, hogy újra felépítsenek egy olyan flottát, amely képes felvenni a versenyt a Brit Királyi Haditengerészettel. Elsősorban nagy tűzerejű, gyors felszíni egységeket és tengeralattjárókat terveztek. Ezek leendő feladata többek között az volt, hogy elvágják a Brit-szigetek utánpótlási vonalait. Karl Dönitz, a tengeralattjáró-fegyvernem élére kinevezett admirális úgy vélekedett, hogy 300 tengeralattjáróval képes lesz megfojtani az Egyesült Királyságot. Dönitz úgy kalkulált, hogy a 300 hajóból száz mindig dokkban van, száz kijelölt harci célja felé tart, száz pedig harcban áll, vagyis folyamatosan kétszáz búvárhajó van a tengereken.

### A britek megfojtása
Nagy-Britannia léte valóban tengeri utánpótlásvonalainak zavartalan működésétől függött. A szigetország ipara és 48 milliós lakosságának ellátása óriási mennyiségű importra épült. A britek nemesfémszükségletük jelentős részét, a szerszámgépek kisebb hányadát, olajigényüket teljes egészében, az elfogyasztott élelmiszer felét külföldről fedezték. A szigetországnak 1939-ben, a háború első évében 55 millió tonnányi importárura volt szüksége. A britek ennek az árutömegnek a fuvarozásához óriási flottát tartottak fenn. A háború kitöréskor háromezer, óceáni utakra képes és ezer nagyméretű, parti hajózásra alkalmas vízi jármű állt a brit kereskedelmi flotta rendelkezésére. Ezek összesített vízkiszorítása 21 millió bruttó regisztertonna (brt) volt, legénységük 160 ezer főt tett ki békeidőben.
Winston Churchill visszaemlékezése

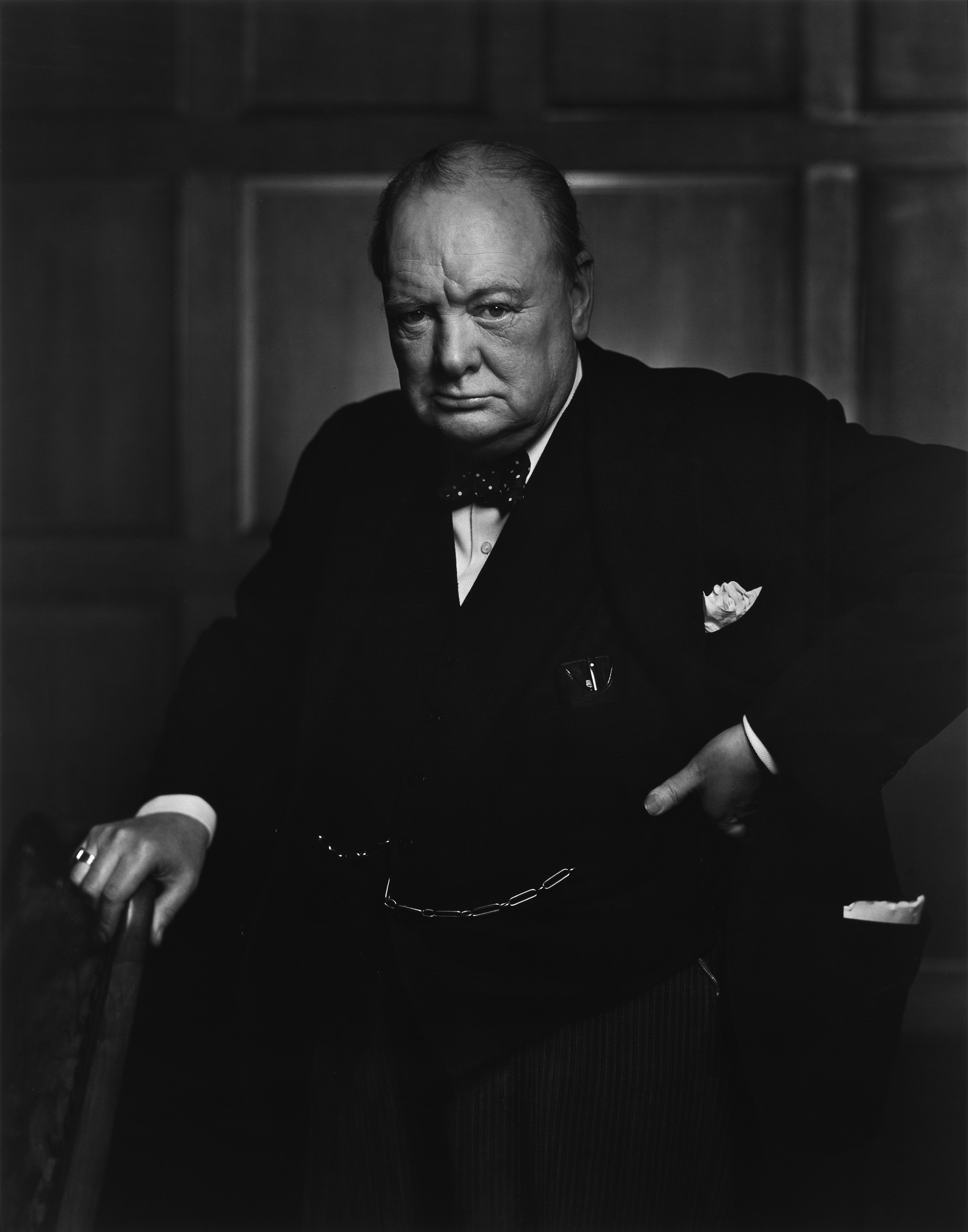
Sir Winston Churchill

„Megnyerhettünk vagy elveszíthettünk egy csatát, sikerülhetett vagy kudarcba fulladhatott egy-egy vállalkozásunk, megszállhattunk vagy feladhattunk egy-egy területet, de ha tengeri közlekedési útvonalainkat nem tudjuk fenntartani, ha a hajók nem juthatnak el a kikötőinkbe, akkor végünk van.”
1939 szeptemberében Karl Dönitznek a szükséges 300 helyett csak 57 tengeralattjárója volt. A felszíni flotta nagysága is messze elmaradt a tervezettől. A háború kitörésekor két csatahajó, két csatacirkáló, 12 egyéb cirkáló és 22 romboló, valamint számos kisebb kiszolgáló és segédhajó állt a németek rendelkezésére. Nem sokkal a konfliktus kezdete után vízre bocsátották a Bismarck csatahajót, amely 41 700 tonnájával korának legnagyobb hadihajója volt.
Ezzel az erővel szemben a hatalmas brit flotta állt, 15 csatahajóval, hét repülőgép-hordozóval, 15 nehézcirkálóval, 49 könnyűcirkálóval, 183 rombolóval és sok más hajóval. Még a francia haditengerészet is több hajót vonultatott fel, mint a német, mások mellett hét-hét csatahajót és nehézcirkálót, 12 könnyűcirkálót és 59 rombolót. A számokból látható, hogy a németeknek esélyük sem lett volna, hogy döntő csatát nyerjenek felszíni hajóikkal, így nem maradt más lehetőségük a győzelem kivívására, mint a tengeralattjáró-háború.
Erich Raeder nagyadmirális a háború kitörésekor keserűen jegyezte fel naplójába: „Nyilvánvaló, hogy a haditengerészet nincs kellően felszerelve ahhoz, hogy ilyen nagy csatába kezdjen Angliával. (...) Igaz, az 1935 óta eltelt rövid időben (...) létrehoztunk egy jól képzett erőt, amelynek most 26 olyan tengeralattjárója van, amelyet használni lehet az Atlanti-óceánon, mindazonáltal gyenge ahhoz, hogy eldöntse a háborút. Emellett a felszíni erők is túl kevesen vannak és gyengék az angol flottához képest. (...) Csak arra elegendőek, hogy megmutassák, tudják, hogyan kell meghalni becsülettel.”

## Stratégiák

### Konvojok

A fő konvojútvonalak 1941 végén. A hajókaravánok útját a zöld szaggatott vonalak jelzi, a kék pontok elsüllyesztett szövetséges hajók, a pirosak megsemmisített német tengeralattjárók. A fekete hurkok a szárazföldről induló szövetséges repülők hatótávolságát jelzik

A britek, tanulva az első világháború tapasztalataiból, a konfliktus kitörésekor azonnal megkezdték a kereskedelmi hajók szervezett, hadihajók által kísért alakzatokba gyűjtését, vagyis az úgynevezett konvojok felállítását. A magányos hajókat a tengeralattjárók akár nappal is megközelíthették a felszínen, ami gyorsabb haladást és pontosabb célzást tett lehetővé, a hadihajókkal megerősített konvojok ellen viszont csak éjszaka támadhattak. Mivel a tengeralattjárók a víz alatt legfeljebb a felszíni hajók sebességével haladtak, ha nem voltak a karaván felbukkanásakor jó helyzetben, később már nem, vagy csak nehezen érték utol a kiszemelt célpontot.
A hajók védelmére az Admiralitás 220, Asdic-hanglokátorral felszerelt hadihajót – 165 rombolót, 35 szlúpot és korvettet, valamint 20 felfegyverzett vonóhálós halászhajót – állított szolgálatba. A kíséret az első időszakban elég gyenge volt, általában néhány romboló és korvett vigyázott negyven teherhajóra, miközben nagyjából öt és fél ezer kilométert tettek meg az óceánon. A karavánba sorolt hajók optimális számát és a védőkíséretet úgy határozták meg, hogy minél kisebb veszteség érje őket útjuk során. A számítások az operációkutatás jelentős fejlődéséhez járultak hozzá és – hasonlóan a Japán bombázásához használt légi konvojok méretének meghatározásához.
Az Asdic-hanglokátor kifejlesztőjéről, az Allied Submarine Detection Investigation Committee (Szövetséges Tengeralattjáró Felderítési Vizsgáló Bizottság) kapta a nevét. Visszhang alapon működő műszer volt, amelynek hatótávolsága azonban az ezer métert sem érte el. 1944-ig a mélységet nem mutatta, csak a búvárhajó távolságát és mozgási irányát. Emiatt a mélységi bombák gyújtószerkezetét, amely a víznyomás hatására lépett működésbe, általában becslések alapján állították be. Ezek a fegyverek azonban csak akkor voltak hatásosak, ha elég közel robbantak a tengeralattjáróhoz. 1943-tól korszerű lokátorok is segítették a szövetségeseket, ezek elsősorban a felszínen úszó hajók ellen voltak sikeresek.
A szövetségesek számára legfontosabb konvojútvonalak a következő kódjelűek voltak: HX és SC (Észak-Amerikából Nagy-Britanniába), OG (Nagy-Britanniából Gibraltárba), OS (Liverpoolból Freetownba), SL (az előbbi fordítottja), WS (Nagy-Britanniából Bombaybe), ON (az Egyesült Királyságból Észak-Amerikába), valamint a PQ (a Szovjetuniót ellátó sarki útvonal).

### Farkasfalkák
A német válasz erre a farkasfalka volt. A haditengerészet még békeidőszakban, torpedónaszád-kísérletekkel dolgozta ki az eljárást. A farkasfalka lényege az volt, hogy a láncba szervezett, felszínen úszó tengeralattjárók nagy méretű tengerfelületet képesek ellenőrizni, és ha valamelyikük meglátja a közeledő konvojt, akkor nem támad, hanem jelenti helyzetét és irányát, és a többi egység érkezéséig szemmel tartja a teherszállítókat. Ezután a búvárhajók, általában éjszaka, a felszínen úszva összehangolt támadássorozatot indítanak a karaván ellen, aminek következtében az amúgy is leterhelt kísérőhajók kénytelenek megosztani figyelmüket.
A német hajókat a szárazföldről a B-Szolgálat (B-Dienst) segítette, amely a szövetséges rádióforgalmazást figyelte, és próbálta minél pontosabban meghatározni a konvojok helyzetét. Ők állandó „versenyben” álltak a szövetségesek Kormányzati Kód és Rejtjel Iskolájával, valamint az Admiralitás Hadműveleti Hírszerző Központjával, amelyek a német parancsnokság és a búvárhajók közötti üzenetváltást figyelték. Ezeket a táviratokat a németek az Enigma segítségével rejtjelezték, amelynek kódját a szövetségesek 1942 decemberéig nem tudták feltörni.
A háború alatt mindkét fél fejlesztette eszközeit, de a szövetségesek jóval nagyobb energiát fordítottak erre. Az angolok például kereskedelmi hajókat alakítottak át repülőgép-hordozókká, az amerikaiakkal együtt nagy hatótávolságú bombázókat állítottak hadrendbe, amelyeket radarral és nagy fényerejű reflektorokkal szereltek fel, a németek pedig kifejlesztették a légbeszívó rendszert (Snorkel), amellyel a tengeralattjáró a víz alatt haladva is tudta tölteni az akkumulátorait. A konfliktus alatt újabb és újabb akna- és torpedótípusokat vetettek be a felek.

### Német felszíni flotta
A német felszíni flotta, elsősorban a hajók kis száma és Németország geográfiai elhelyezkedése miatt, alig tudott beleszólni az Atlanti-csatába. Közreműködése néhány korlátozott csapásra szorítkozott. 1940 áprilisában a nagy hajók részt vettek Skandinávia lerohanásában, majd júniusban a Gneisenau és a Scharnhorst csatacirkáló elsüllyesztette az HMS Glorius repülőgép-hordozót. A hazafelé tartó úton azonban súlyosan megsérültek, és az év végéig bevethetetlenek voltak. 1941 januárban visszatértek a szolgálatba, és az Admiral Hipperrel együtt 115 ezer tonnányi hajóteret süllyesztettek el az óceán északi részén. A Gneisenau és a Scharnhorst Brestbe hajózott, ahol a britek elsüllyesztették az előbbit.
1941 májusban a Bismarck és a Prinz Eugen kihajózott az óceánra, ahol elsüllyesztették az HMS Hood csatacirkálót. A Bismarck kormánylapátját azonban tönkretette egy torpedó, és az irányíthatatlan hajót a tenger mélyére küldte a Brit Királyi Haditengerészet. 1942 decemberében az Admiral Hipper és a Lützow mindössze egy rombolót tudott elsüllyeszteni a Barents-tengeren. Egy év múlva az HMS Duke of York vezette flotta elsüllyesztette a Scharnhorstot, majd 1944 novemberében brit repülők végeztek a kikötőjében horgonyzó Tirpitzcel is.

## 1939

### Az első napok
Németország csapatai 1939. szeptember 1-jén átlépték a lengyel határt, és ezzel kitört a második világháború. A német flotta is részt vett az akcióban, a felszíni hajók közül a Schleswig-Holstein csatahajó adta le az első lövéseket a gdański erődre. Nagy-Britannia és Franciaország felszólította Németországot a harcok beszüntetésére, majd ennek elmaradása miatt hadat üzent. A németeket a háború kitörése – érthető módon – felkészülten érte, szeptember 1-jén már 39 tengeralattjárójuk cirkált a fontos hajózási útvonalak környékén, és az ellenségeskedés beállta után rögtön rátámadt a kereskedelmi és hadihajókra. A britek nem késlekedtek a válasszal, rombolók tucatjait és más hadihajókat küldtek őrjáratba, és azonnal megkezdték a konvojok szervezését, valamint a Németország elleni tengeri blokád felállítását.
A háború kitörésekor a semlegességi törvény határozta meg az Amerikai Egyesült Államok hozzáállását a háborúhoz és a harcoló felekhez. A jogszabály megtiltotta, hogy az amerikaiak fegyvert szállítsanak a hadviselő országoknak. Szeptember 6-án az Amerikai Egyesült Államok bejelentette az úgynevezett semlegességi őrjáratokat az érdekeltségébe tartozó vizeken, ami egyértelmű figyelmeztetést jelentett a búvárhajóknak, majd a pánamerikai csúcs résztvevői a határt az amerikai kontinensek partjaitól számított 480 kilométerre tolták ki.

### Az első áldozatok
Az atlanti csata 1939. szeptember 3-án tört ki, amikor Fritz-Julius Lemp kapitány U–30 tengeralattjárója Írországtól északnyugatra megtorpedózta a magányosan haladó, fegyvertelen brit utasszállítót, az Atheniát. A hajón 315 tengerész és 1103 utas tartózkodott, közülük 19 tengerész és 93 utas meghalt, ők lettek a tengeralattjáró-háború első áldozatai. 1939. szeptember 14-én a szövetségesek válaszoltak: rombolókkal elpusztították az első német búvárhajót, az U–39-et.

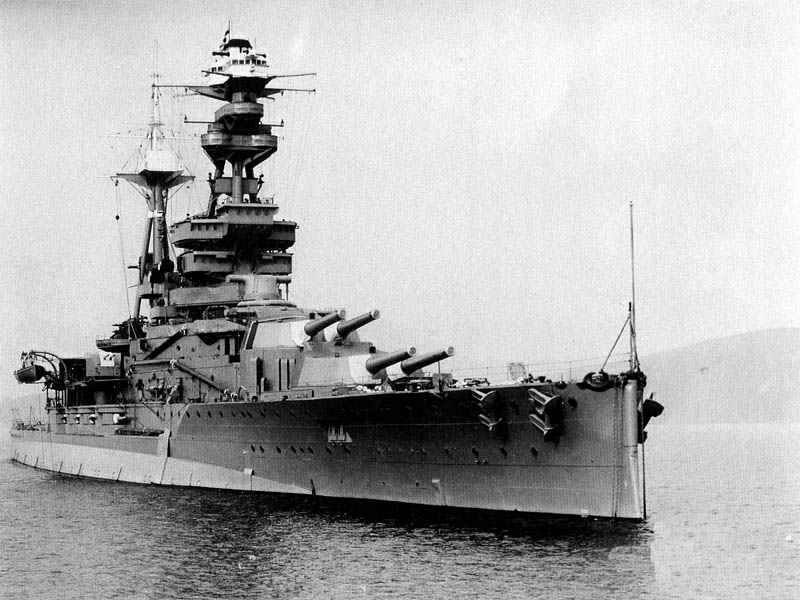
Az HMS Royal Oak, a britek büszkesége

A torpedókkal, ágyúkkal folytatott harc mellett a felek megkezdték a vizek elaknásítását. A németek által használt új, mágneses aknák kellemetlen meglepetést okoztak a briteknek az első időkben, mivel a korábbi módszerek hatástalanok voltak felkutatásukra. 1939. november 8–22. között 15 kereskedelmi hajó futott aknára, és megrongálódott az HMS Belfast nehézcirkáló is. 1940 májusáig 225 093 tonna űrtartalmú hajóteret veszítettek a szövetségesek az aknák miatt.

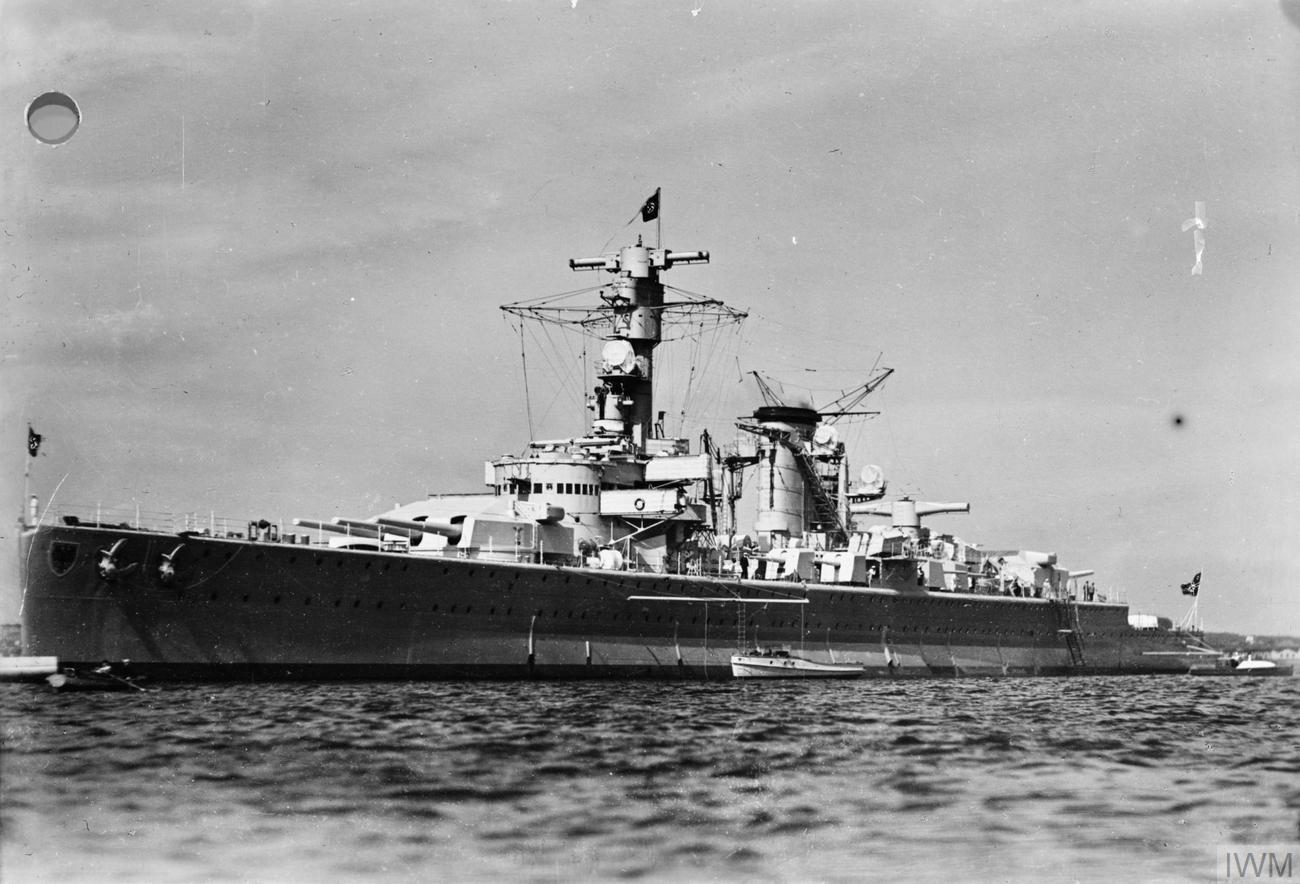
A Deutschland 1936-ban

A németek – csakúgy, mint a teljes konfliktus során – próbálták óvni felszíni flottájukat a háború első hónapjaiban, ugyanis az hiába állt ütőképes, nagy tűzerejű hajókból, a Brit Királyi Haditengerészet óriási fölényben volt. A német felszíni hajók támadásaira, ha ritkán is, volt példa 1939-ben: szeptember 30-án az Admiral Graf Spee zsebcsatahajó elsüllyesztette a brit Clement tankert, októberben pedig a Deutschlanddal együtt hat hajót pusztított el. Decemberben azonban a németek elszenvedték első nagy veszteségüket, az Admiral Graf Spee kapitánya, miután összecsapott egy brit hajórajjal Montevideo közelében, felrobbantotta sérült és kiürített hajóját, hogy az ne kerüljön az ellenség kezébe.
A brit haditengerészet is hamar megismerte a német tengeralattjáró-kapitányok elszántságát. Szeptember 17-én az U–29 megtorpedózta és elsüllyesztette a 22 500 tonnás HMS Courageous repülőgép-hordozót, amely 518 tengerészt rántott hullámsírba. Alig egy hónap múlva a brit haditengerészet védettnek hitt horgonyzóhelyére, Scapa Flow-ba hatolt be a Günther Prien által irányított U–47, és az öböl mélyére küldte az HMS Royal Oak-ot. Nyolcszázharmincnégy brit tengerész halt meg.
A konvojrendszer sok hajót mentett meg, de lehetőségei igencsak korlátozottak voltak. A part mentén haladó vagy a csatornát átszelő csapatszállító hajók fedezete erős volt, de az óceánnak induló egységeket csak az ír partoktól 120 kilométerig kísérték a hadihajók. A háború első négy hónapja ennek megfelelően súlyos veszteségeket hozott a briteknek és szövetségeseinek, több mint 600 ezer tonna vízkiszorítású hajótér pusztult el. A német veszteség kilenc búvárhajó volt.

### Ellenséges semlegesség
Franklin D. Roosevelt már szeptemberben kérte a kongresszust, hogy oldja fel a semlegességi törvényt, de erre csak késő ősszel került sor. A semlegességi törvény helyett a fizess és vidd! (cash and carry) elve lépett, amely lehetővé tette a fegyverek szállítását bármely harcoló félnek, gyakorlatban persze csak a briteknek és a franciáknak, mindaddig, amíg fizetnek érte.
A háború előtt Nagy-Britanniának mintegy négy és fél milliárd dollár valutatartaléka volt pénzben, aranyban és dollárra váltható amerikai befektetésekben. Ezt a forrást növelhette a gyarmatokon, elsősorban Dél-Afrikában kitermelt arannyal és az Egyesült Államokba irányuló exporttal. Ez nagyon sok pénz volt, de ahhoz nem elég, hogy Nagy-Britannia éveken át folytassa a háborút. Winston Churchill ezért folyamatosan szorgalmazta Rooseveltnél, hogy találjanak más megoldást. Erre 1941 novemberéig kellett várni.

## 1940

### Német terjeszkedés

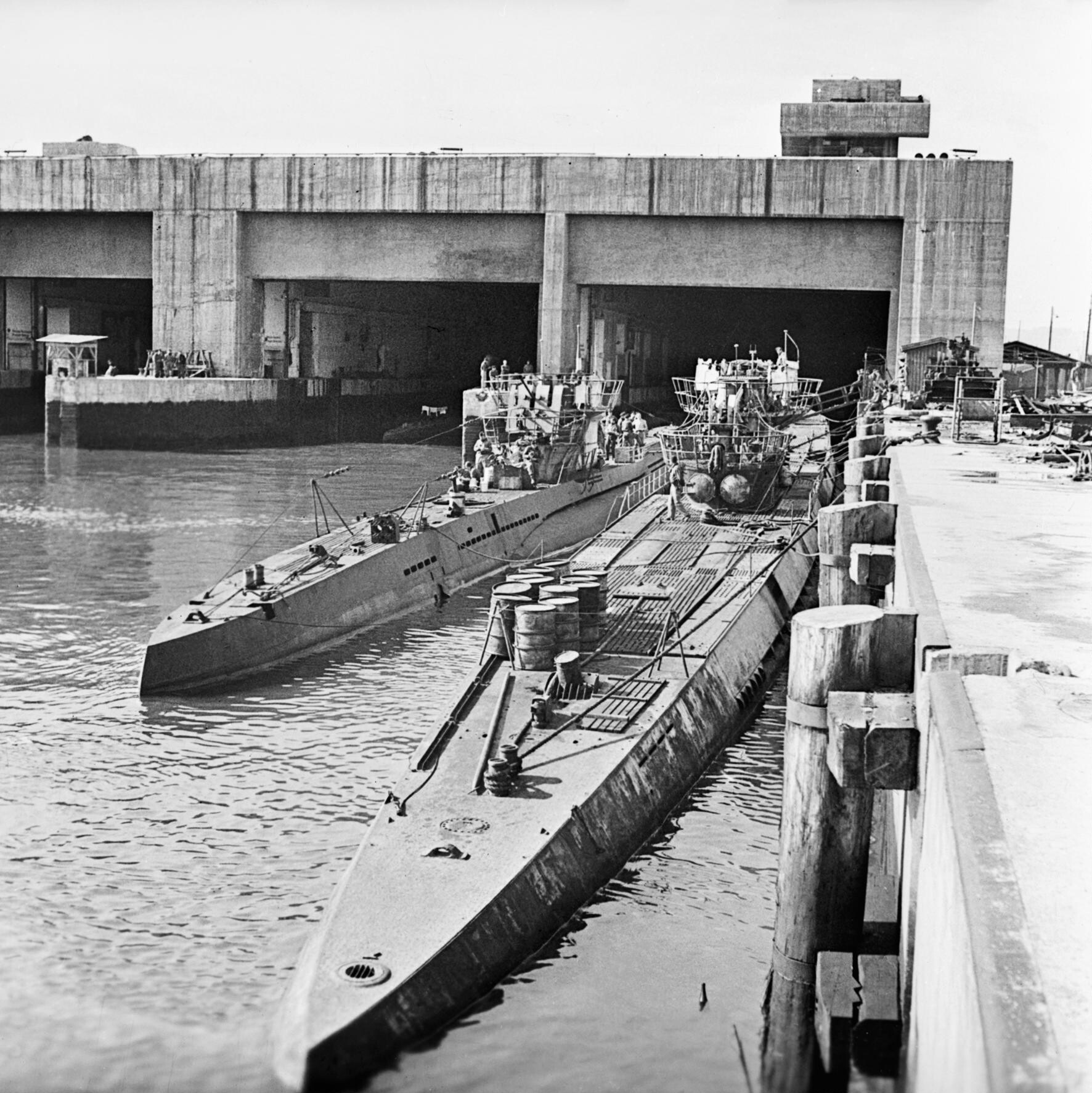
Tengeralattjárók a trondheimi bázison

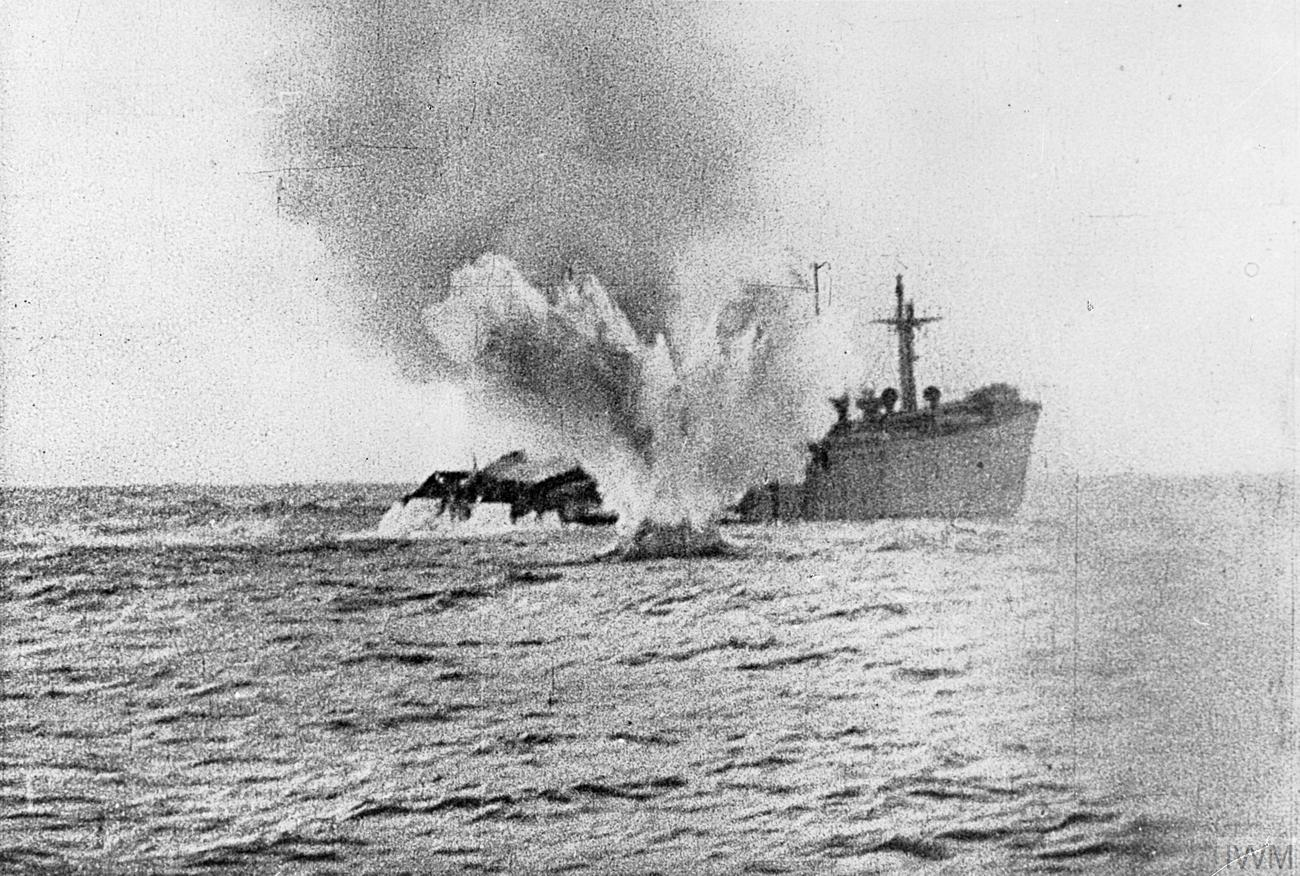
Tengeralattjáró ágyúval süllyeszt el egy megtorpedózott hajót

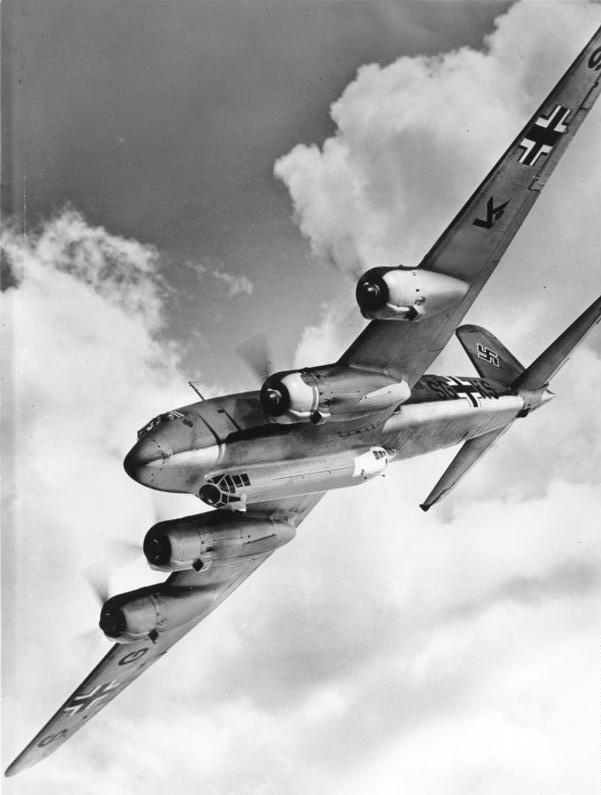
Focke-Wulf Fw 200-as bevetésen

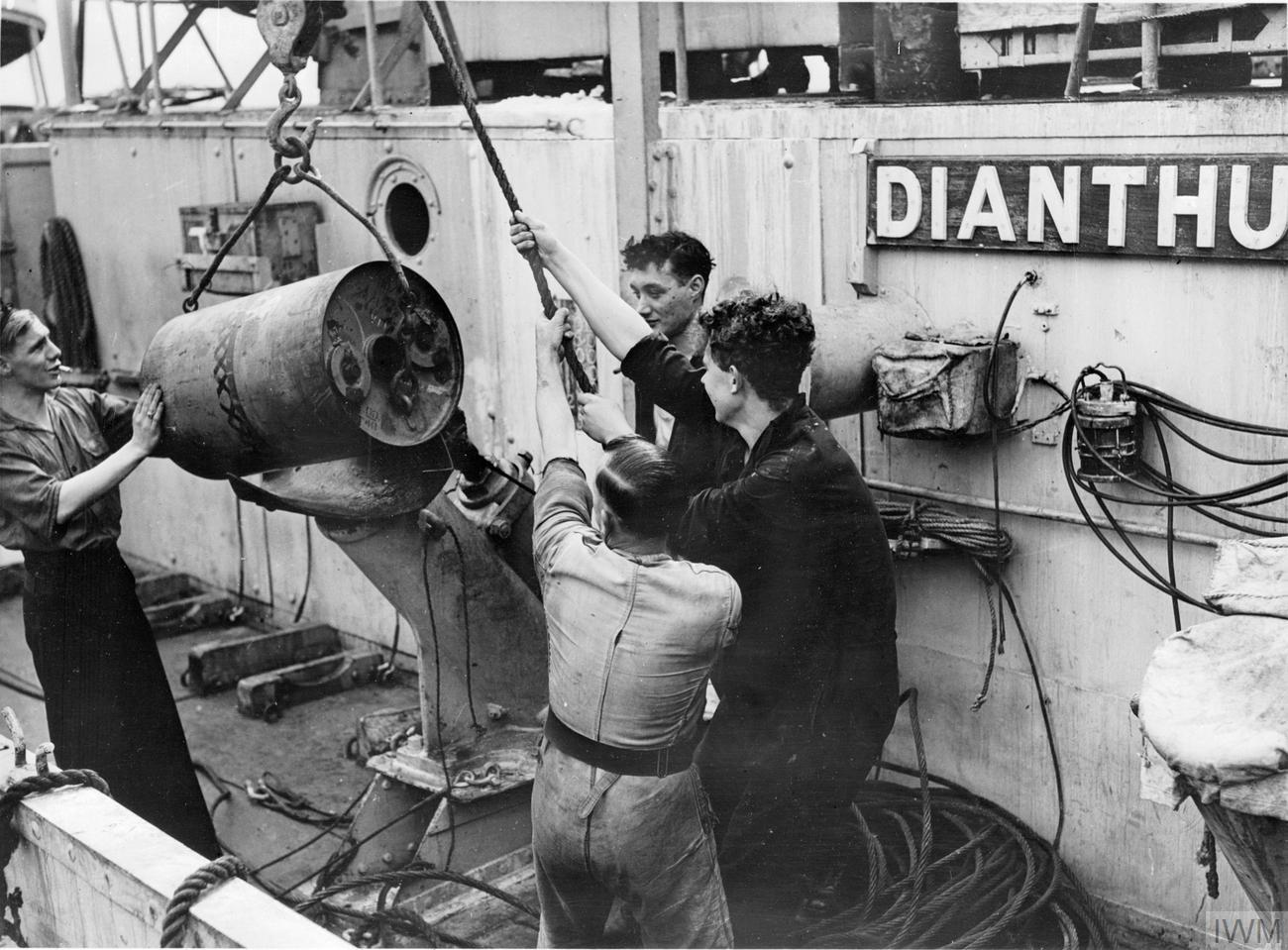
Mélységi bomba egy korvett fedélzetén

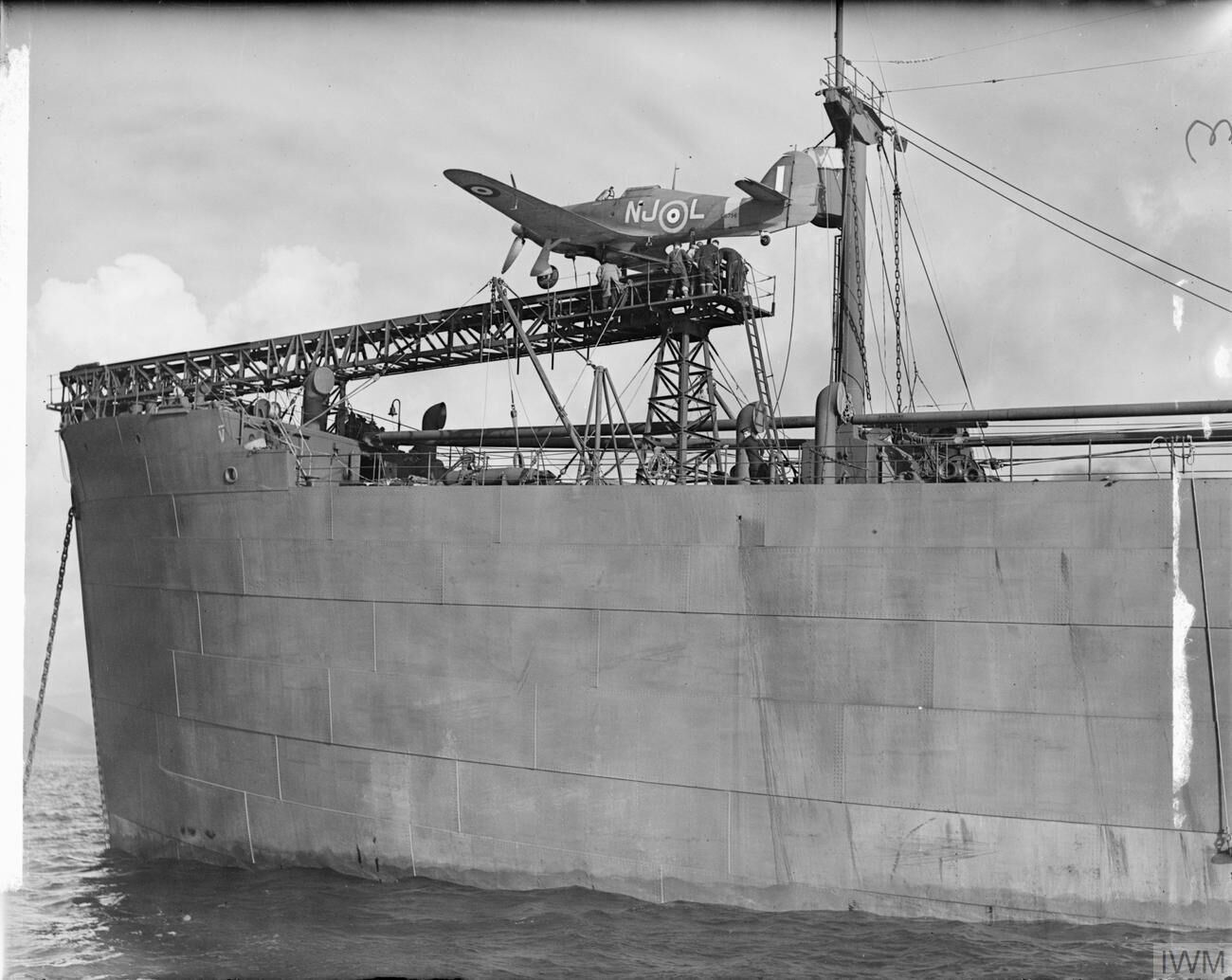
Hurricane a katapulton

Az év első hónapjaiban a megszokott intenzitással folytatódott a tengeri háború, majd április 9-én megkezdődött a Weserübung hadművelet, amelynek során Németország néhány óra alatt lerohanta Dániát és megindította Norvégia megszállását. Erich Raeder ezt már 1939 októberében, egy hónappal a háború kitörése után javasolta Hitlernek, mivel közvetlen kijáratot akart szerezni az Atlanti-óceánra. A német flotta ugyanis igazából csak a Balti-tengeren és az Északi-tengeren tevékenykedhetett. A La Manche csatorna bejáratát, a Doveri-szorost aknazár őrizte, így a német tengeralattjáróknak és a felszíni egységeknek, ha ki akartak jutni az Atlanti-óceánra, el kellett hajózniuk Norvégia mellett, majd északról meg kellett kerülniük a Brit-szigeteket, kitéve magukat a brit Honi Flottának és légierőnek.
Norvégia 1940-es elfoglalásával kulcsfontosságú kikötők (Trondheim, Bergen, Narvik) kerültek német kézre, ahonnan a tengeralattjárók könnyen ki tudtak hajózni az atlanti vizekre. Mivel a német tengeralattjárók is részt vettek a hadműveletben, áprilisban jelentősen visszaesett az elsüllyesztett szövetséges hajók száma az Atlanti-óceánon.
1940. május 10-én a Benelux államok elleni offenzívával megkezdődtek a Franciaország elfoglalására irányuló hadműveletek. A villámgyorsan előrenyomuló németek a dunkerque-i tengerpartra szorították vissza a Brit Expedíciós Haderőt, és a Brit Királyi Haditengerészet, a Dinamó hadművelet keretében, minden rendelkezésre álló úszó eszközzel a katonákat mentette. Olaszország belépett a háborúba, és június 22-én Franciaország kapitulált. Ezek az események teljesen megváltoztatták az atlanti csata menetét.
Június 8-án újabb súlyos csapás érte a briteket, a kikötőjéből kicsapó Scharnhorst és Gneisenau csatacirkáló elsüllyesztette az HMS Glorious repülőgép-hordozót, valamint két kísérő rombolóját, az HMS Acastát és az HMS Ardent. A hazafelé vezető úton azonban mindkét csatacirkálót súlyosan megrongálták a britek, és ezzel veszteglésre kényszerítették őket az év végéig.
A nyáron megkezdődött az angliai csata, az Egyesült Királyság elleni légi hadművelet, amelynek elsődleges célja a német invázió, a Seelöwe hadművelet előkészítése volt. Nagy-Britanniában, különösen az expedíciós hadsereg kudarca után, felerősödött a félelem, hogy a németek átkelnek a csatornán. Az Admiralitás ezért számos hadihajót csoportosított át a konvojkísérők közül a Honi Flottába, és a csatorna két végén, Plymouthnál és Portsmouthnál 35-35 romboló állomásozott.

### Búvárhajók karnyújtásnyira
Franciaország elfoglalásával a német tengeralattjárók másfél ezer kilométerrel közelebb kerültek Nagy-Britanniához. Az atlanti kikötők (Lorient, Bordeaux, La Pallice, Saint-Nazaire, La Rochelle, Brest) megszerzésével nagy változás állt be a német taktikában, ugyanis a búvárhajók ekkortól könnyedén elérték a Nyugat- és Dél-Afrikába vezető útvonalat (Cape route), az amerikai kontinensről érkező szállítmányokat, és bejutottak a Földközi-tengerre is. Az atlanti kikötők elfoglalása után Dönitz kiszélesítette a farkasfalka-háborút. A német tengeralattjárók hatékonysága az őrjáratban töltött több idő és a konvojokból az inváziós félelmek miatt hiányzó kísérőhajók nagy száma miatt drámaian megnőtt: nyártól a brit veszteségek havi 250 ezer brt fölé emelkedtek, miközben a hajógyárak csak ennek harmadára rúgó hajóteret tudtak vízre bocsátani.
A hajózás túl kockázatos lett a mediterrán térségben is, a brit kereskedelmi hajók ezért kénytelenek voltak a Gibraltár–Szuezi-csatorna útvonal helyett Fokvárost megkerülve elérni a távoli gyarmatokat. A sokkal hosszabb útvonal miatt a hajók több időt töltöttek kiindulópontjuk és célállomásuk között, ezért jelentősen csökkent az elérhető szállítókapacitás. Június 28-án éppen egy Afrika-kerülő hajó, a City of Baghdad kapitánya okozott súlyos károkat a brit flottának, amikor Szumátra közelében elfelejtette megsemmisíteni a kódkönyvet, amikor a németek hírhedt felfegyverzett teherhajó, az Atlantis legénysége elfoglalta teherszállítóját. A B-Dienst ezután hónapokon át erőfeszítés nélkül fejtette meg a konvojok kommunikációját.
A németek lebombázták a londoni kikötő nagy részét, súlyos károkat okoztak a Mersey és a Clyde torkolatában, valamint Bristolban. A nagy kereskedelmi kikötők működésében súlyos fennakadások keletkeztek. A kikötők megteltek kirakodó és javításra váró hajókkal, március elején már 2,6 millió tonnányi megrongált hajó horgonyzott a brit partoknál. Közülük 930 ezer tonnányi hajóteret már rakodás közben javítottak, de a több mozgásképtelen volt.

### Hadianyagverseny
1940. szeptember 2-án Nagy-Britannia és az Amerikai Egyesült Államok megkötötte az úgynevezett Rombolók bázisokért megállapodást (Destroyers for Bases Agreement), amelynek értelmében az amerikaiak átadtak ötven első világháborús rombolót a briteknek, azok néhány gyarmati bázisának használati jogáért cserébe. Franklin D. Roosevelt elnök ezzel tulajdonképpen a kongresszus semlegességi törvényét játszotta ki, amely megtiltotta hajók és fegyverek eladását a harcban álló felek bármelyikének. A német tengeralattjárók már a nyáron a 25. északi szélességi fokig hajóztak el, miközben a konvojoknak csak a 15. fokig volt megfelelő kíséretük. Az amerikai rombolók átadásával a briteknek sikerült a 19. fokig kitolni a védelmet.
1940 őszén a német hajógyárak havonta átlagosan hat tengeralattjárót bocsátottak ki, holott Adolf Hitler Karl Dönitz kinevezésekor azt ígérte, hogy ez a szám húsz lesz. A Wehrmacht és a Luftwaffe azonban olyan mennyiségben emésztette fel a rendelkezésre álló forrásokat, hogy a hajógyáraknak csak ennyire futotta. Ez a hat hajó egyelőre bőven pótolta a veszteségeket, ugyanis havonta átlagosan három tengeralattjárót semmisítettek meg a szövetségesek. Ezen az őszön megjelentek az óceánok felett a nagy hatótávolságú, négymotoros Focke-Wulf–200-as bombázók, amelyek Brestből vagy Bordeaux-ból szálltak fel, és csak novemberben 18 szövetséges hajót süllyesztettek el, illetve sok konvoj helyzetét megadták a tengeralattjáróknak.
Október 23-án az Admiral Scheer nehézcirkáló kihajózott Gotenhafenből, és megtámadta a HX–84 konvojt, amely Amerikából tartott Nagy-Britanniába. A német hadihajó elsüllyesztette a karavánt védő HMS Jervis Bay segédcirkálót, majd öt teherszállítót küldött hullámsírba Grönlandtól délre. A nehézcirkáló továbbhaladt nyugat felé, és újabb kereskedelmi hajókat támadott meg. Három hónap alatt tíz hajót semmisített meg.

## 1941

### Folytatódó harc a tengeren

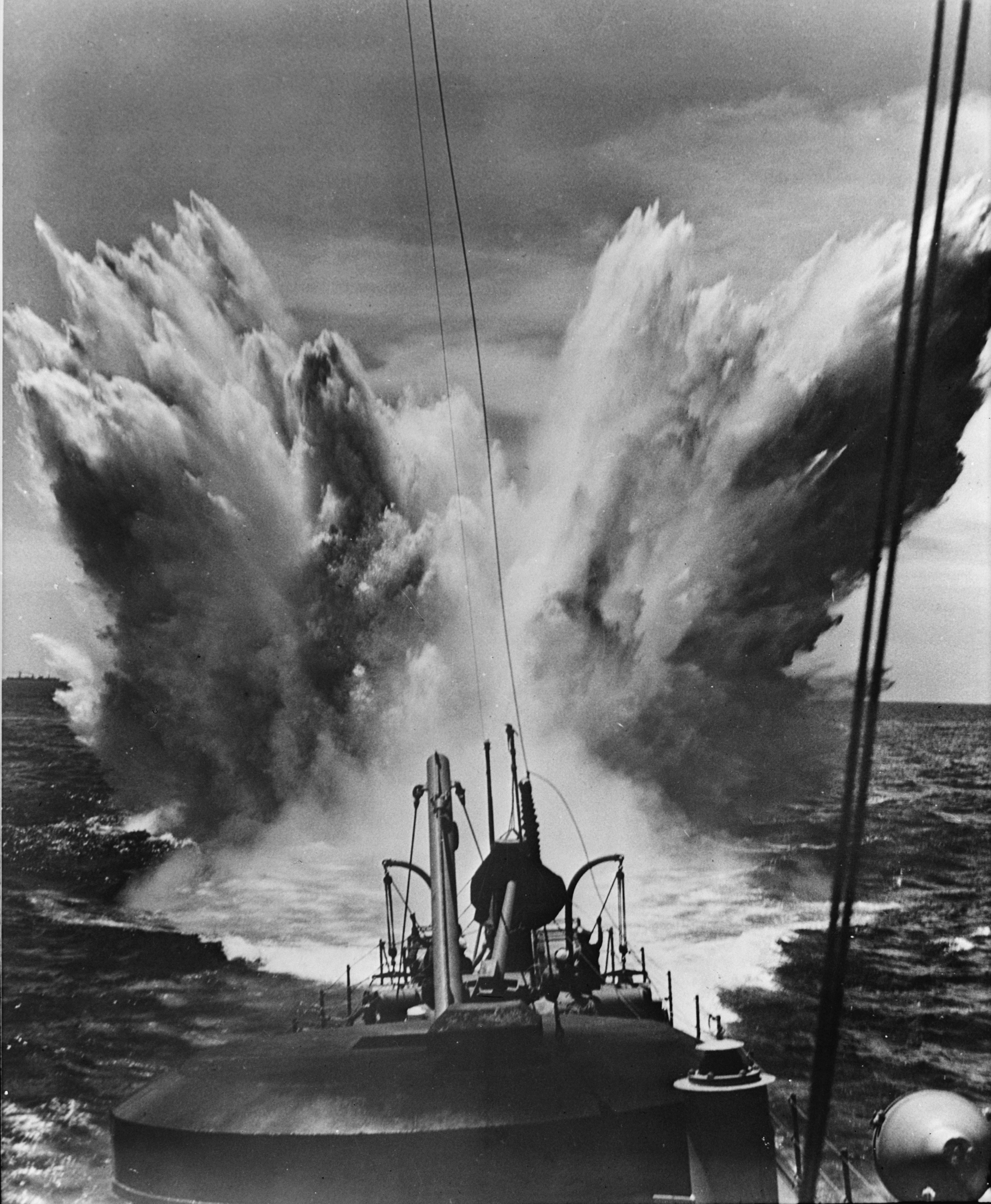
Mélységi bomba robban egy szövetséges hajó mögött

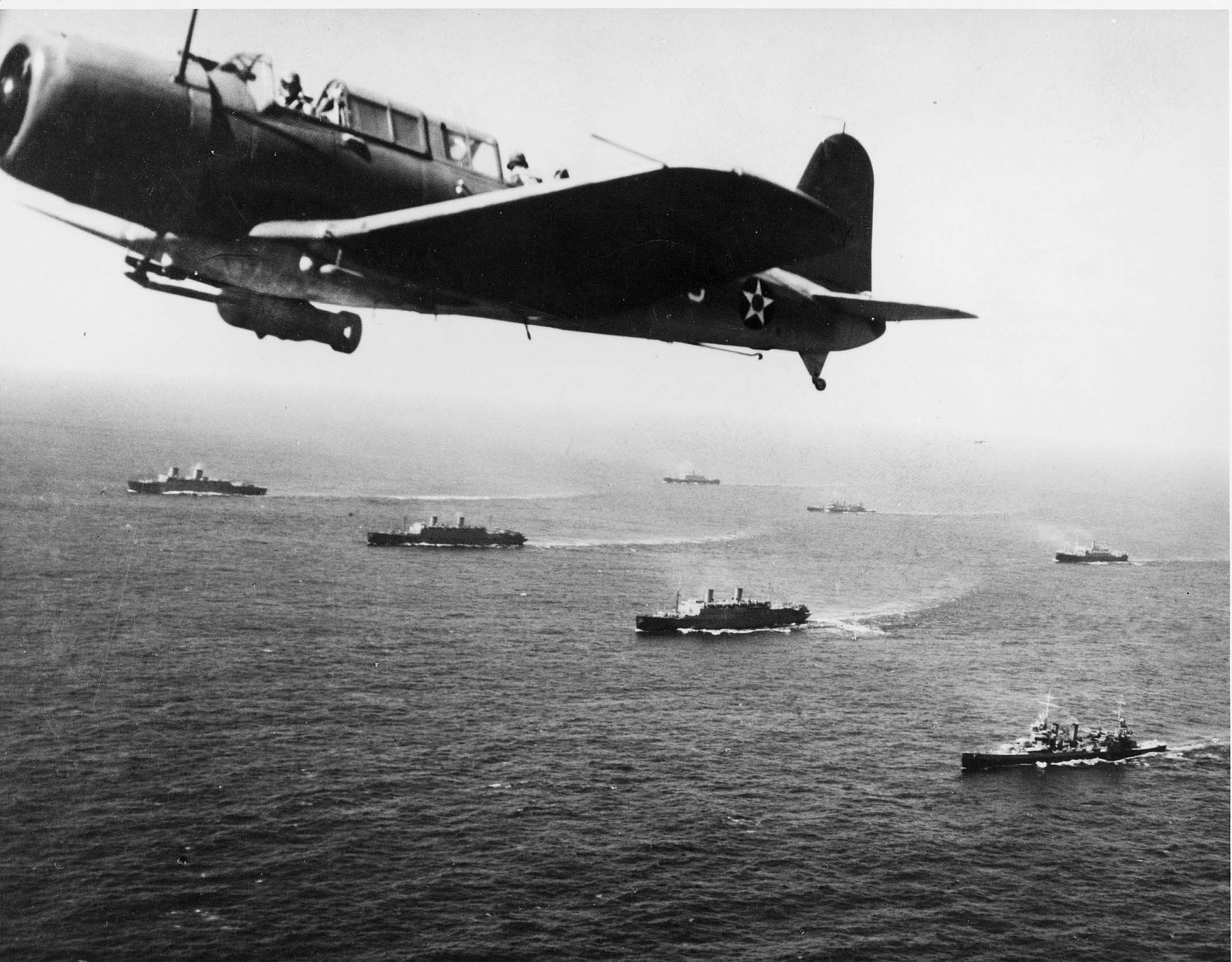
Konvoj tart Fokvárosba, előtérben egy szövetséges harci gép

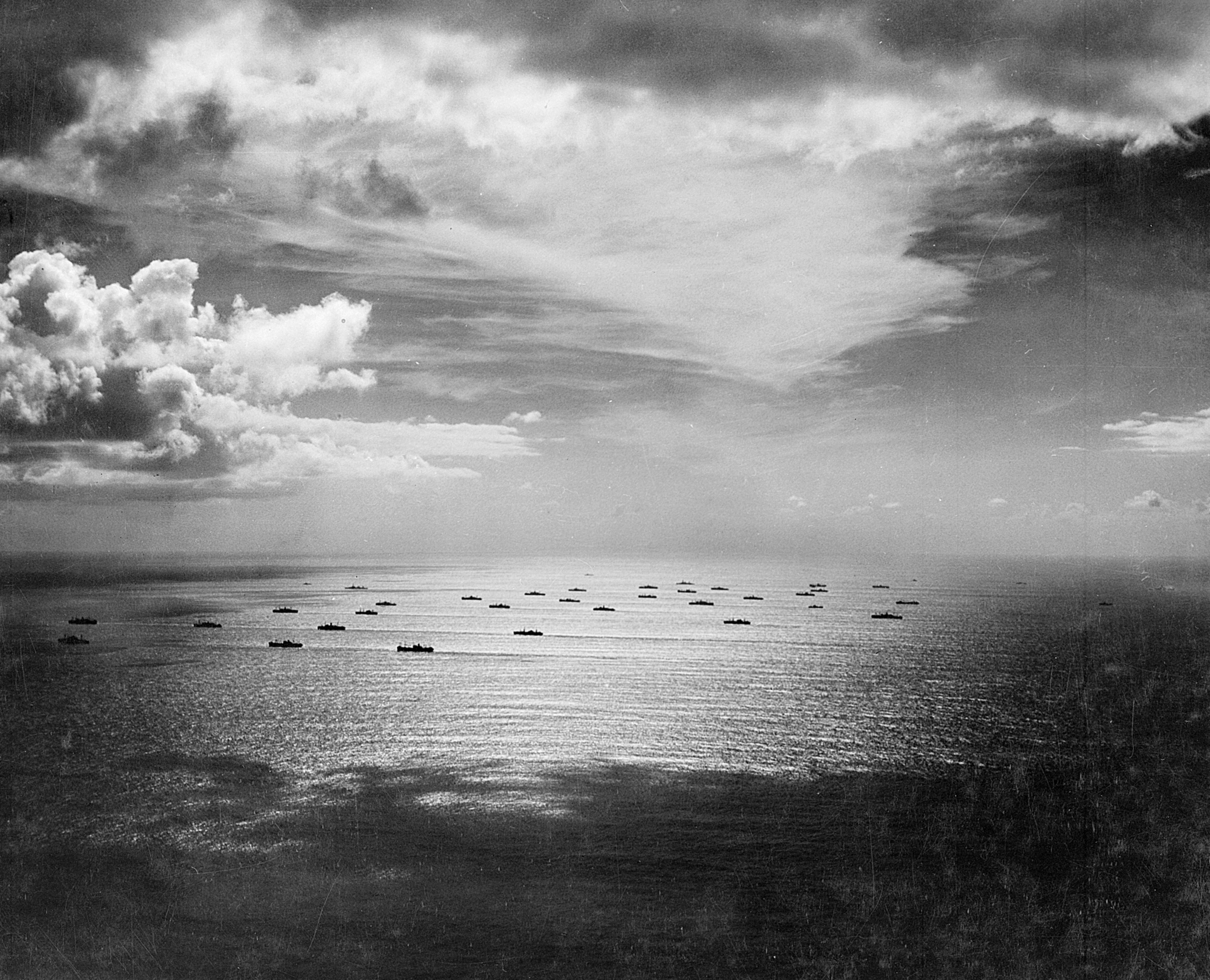
Keletre tartó konvoj

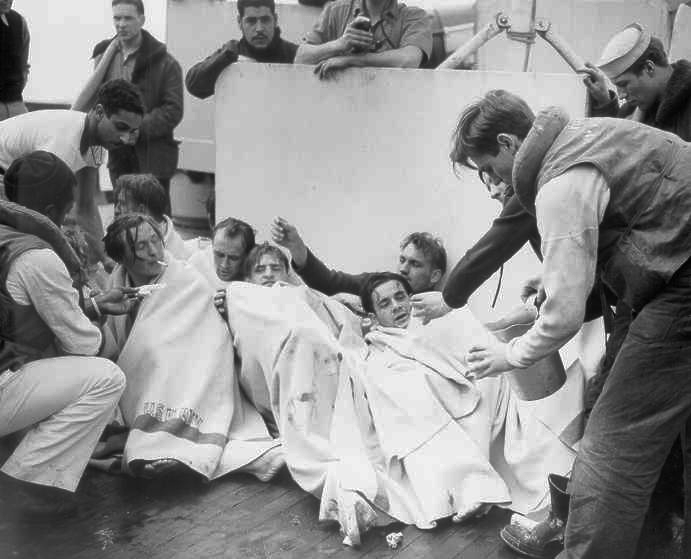
Az U–175 túlélői egy szövetséges hajón

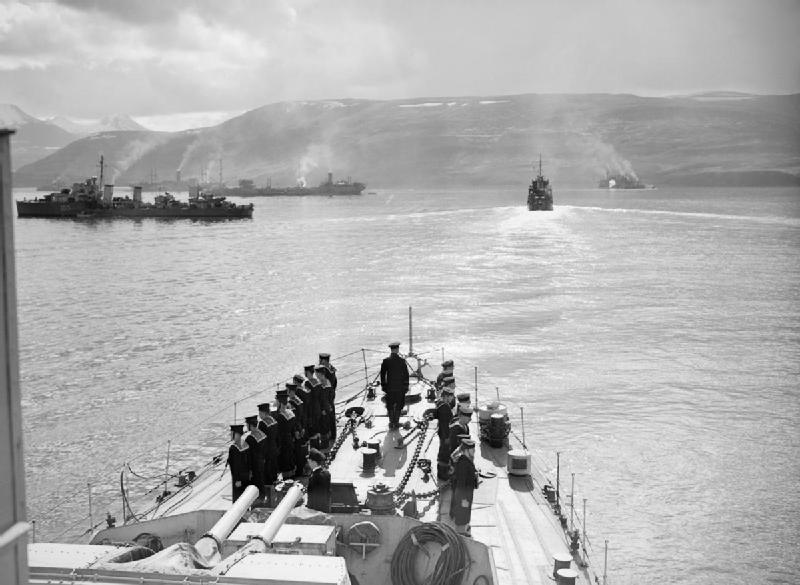
A PQ–17-es konvoj hajói gyülekeznek Izlandnál

Az év elején folytatódott az előző esztendő tendenciája, havonta átlagosan ötven kereskedelmi hajó pusztult el. A brit hajógyárak teljes erővel dolgoztak, de évi termelésük csak egymillió tonna volt, miközben legalább másfél millió tonna hajóteret kellett volna pótolniuk. Ezen a kétségbeejtő helyzeten az Egyesült Államok segített, amikor márciusban elfogadta a kölcsönbérleti törvényt, és hajókat, hadfelszerelést kezdett szállítani Nagy-Britanniának és a Szovjetuniónak.
A télen sok brit romboló visszatért a konvojokhoz, és a királyi haditengerészet folytatta a technikai fejlesztéseket. Javították az Asdic-készülékek teljesítményét, radarokkal látták el a kísérőhajókat, a repülőket, bemérték a rádiójukat használó tengeralattjárókat, növelték a mélységi bombák hatékonyságát. A konvojokat rövidhullámú rádiókkal szerelték fel, hogy a lehallgatás veszélye nélkül tudjanak kommunikálni. Bevezették a Hedgehog (Sün) elnevezésű bombavetőt, amellyel a sekély vízben haladó búvárhajókat támadták. 1941 tavaszára a britek sok olyan technikát és technológiát fejlesztettek ki, amelyek végül nagy szerepet játszanak majd a csata megnyerésében. Ezzel szemben a németek nem foglalkoztak különösebben a bevált módszerek és eszközök fejlesztésével.
Májustól a Kanadai Királyi Haditengerészet kísérte a konvojokat az óceáni útvonalak nyugati szakaszán, majd a britek vették át őket. A veszteségek azonban így is nőttek, és az amerikaiak elhatározták, hogy bázist nyitnak Grönlandon, ahol a németek már több időjárás-előrejelző állomást működtettek.
Az Egyesült Királyságban korlátozták az élelmiszerimportot, csökkentek a fejadagok, de márciusban, a tengeri háború kezdete óta először rámosolygott a szerencse a britekre. Ebben a hónapban a németek tíz nap alatt elvesztették három kiemelkedő parancsnokukat: Günther Prient, az HMS Royal Oak elsüllyesztőjét, Otto Kretschmert, aki mindenki másnál több hajót küldött hullámsírba és Joachim Schepkét, aki 41 hajót tett harcképtelenné. Ez a három, a Lovagkereszt tölgyfalombos változatával kitüntetett kapitány együttesen 740 164 tonnányi hajót, a szövetséges veszteség csaknem egynegyedét semmisítette vagy rongálta meg. Schepke búvárhajóját, az U–100-at egy olyan romboló pusztította el, amelyet a frissen hadrendbe állított, a korábbinál sokkal jobb radarral (Type 271) szereltek fel.
Januárban a németek a tengerre vezényelték nagy felszíni egységeiket is. A Scharnhorstot és a Gneisenaut az északi vizekre, az Admiral Hipper nehézcirkálót pedig a Sierra Leonéba vezető útvonalra küldték. Februárban az Admiral Hipper megtámadta a kísérők nélkül haladó SLS–64 konvojt, és a 19 teherszállítóból hetet elsüllyesztett.
1941. május 19-én a Bismarck kihajózott a dán vizekre, hogy részt vegyen a Rheinübung hadműveletben, amelynek célja a Nagy-Britanniába tartó, illetve onnan induló konvojok támadása volt. Másnap a britek értesültek a német akcióról, és a hadihajók megindultak az ellenség felé. Május 24-én összecsaptak a felek: a Bismarck elsüllyesztette az HMS Hoodot, de súlyosan megsérült. Három nap múlva a britek hullámsírba küldték.
A briteknek nyárra sikerült feltörniük a német haditengerészetnél használt Enigma-kódot, és megfejtették a Dönitz főhadiszállása és a tengeren portyázó búvárhajók közötti üzeneteket. Ennek köszönhetően az év második felében a szövetségesek egyre hatékonyabban irányították át biztonságosabb vizekre a konvojokat a rájuk leselkedő tengeralattjárók elől. Júliusban, az első teljes hónapban, amikor a brit kódfejtők el tudták olvasni a német flotta üzeneteit, a veszteség 61 676 tonnára esett vissza, amely 1940 májusa óta a legkisebb volt. Szeptemberben és októberben a veszteség ismét emelkedett, de ezt elsősorban az okozta, hogy a gibraltári konvojok a dél-franciaországi bázisokról induló német felderítőgépek hatótávolságán belül voltak, és nem volt elég hely a hajók manőverezésére.
A nagy veszteség miatt a Gibraltárból Nagy-Britanniába tartó konvojok leálltak az ősszel, és csak decemberben hajóztak ki, amikorra az Admiralitás felállította megfelelő kíséretüket. Az első összecsapásokban a németek négy egységet is veszítettek, ezért Dönitz visszahívta a tengeralattjárókat.

### Amerika a háború küszöbén
Április 18-án Roosevelt elnök bejelentette, hogy az Amerikai Biztonsági Zónát kiterjesztik a 26. hosszúsági foktól nyugatra. Az amerikai haditengerészet azonnal megkezdte az őrjáratozást a területen, és jogot formált arra, hogy a kereskedelmi hajókra vadászó német tengeralattjárókat megsemmisítse. Roosevelt felkérte a briteket, hogy „bizalmasan értesítsék” a konvojok útvonaláról, hogy a 26. foktól nyugatra felkutathassák a tengeralattjárókat, valamint biztosította őket arról, hogy ők is tájékoztatást adnak, ha valahol búvárhajót látnak.
Németország június 22-én megkezdte a Barbarossa hadművelet végrehajtását, vagyis a Szovjetunió lerohanását. Hitler 1940. december 18-ai 21. utasításában részletesen meghatározta a különböző haderőnemek feladatát. Úgy rendelkezett, hogy a haditengerészet a keleti hadjárat idején is a Nagy-Britannia elleni akcióját folytassa. Mivel a német szárazföldi erők támogatására számos repülőre volt szükség, sokat átvezényeltek az Atlanti-óceánról, így ott enyhült a nyomás. A britek meghozták a maguk stratégiai döntését arról, hogy a készlethiány ellenére támogatni fogják a Szovjetunió harcát a megszállókkal szemben.
Júliusban 7-én az amerikaiak felváltották a briteket Izlandon, és megkezdték az amerikai kontinens és a szigetország közötti hajókaravánok kísérését. Habár az Egyesült Államok még mindig nem volt hadviselő fél, lehetővé tette, hogy konvojainak védőkíséretéhez brit hadihajók is csatlakozzanak. Szeptemberben az Egyesült Államok megkezdte az aktív együttműködést a Brit Királyi Haditengerészettel a konvojok védelmében, és ez már a semlegesség nyílt felrúgása volt. A lépés felháborította a németeket, Raeder és Dönitz engedélyt kért az amerikaiak elleni támadásokra, de Adolf Hitler nem akart újabb frontot nyitni a Szovjetunió ellen indított offenzíva kezdetén. Azonban Hitler bármennyire is tartott az amerikai-német közvetlen ellenségeskedéstől, a konfliktust nem lehetett elkerülni a felek folyamatos fizikai kapcsolata miatt az atlanti vizeken. Szeptember 4-én a USS Greer romboló és az U–652 között lezajlott az első amerikai-német harci érintkezés, és három nap múlva egy német repülő elsüllyesztette az amerikai Steel Seafarer nevű teherhajót.
Az amerikai kísérő hadihajók ezután nyílt védelmet adtak a konvojoknak, ami jelentős veszélyt jelentett a német tengeralattjárókra, de pusztításuk továbbra is óriási maradt. Október 17-én az U–568 megtorpedózta az első amerikai hadihajót, a USS Kearny rombolót, miközben az egy konvojt kísért.

### Északi vizeken

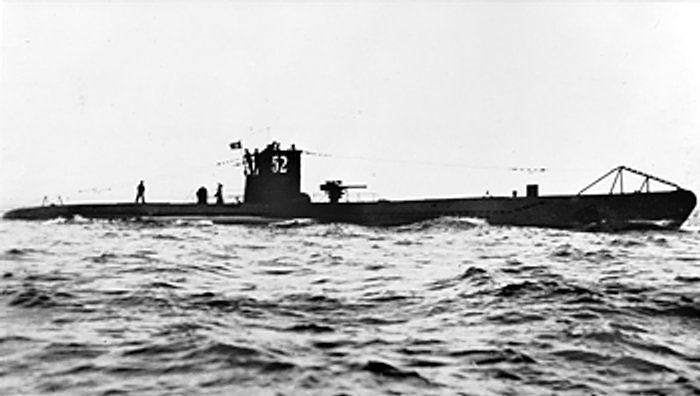
Az U–52 a tengeren

1941. augusztus 21-én elindult a Dervis konvoj, az első brit karaván Arhangelszk felé, ahova augusztus 31-én valamennyi hajó megérkezett. Ebben az évben még nyolc, PQ kódjelű hajókaraván futott ki a tengerre keleti irányba, és négy indult vissza a Szovjetunióból Nagy-Britanniába. A németek követték a szövetségeseket, és a norvégiai kikötőkből kihajózva megnyitották a víz alatti frontot a sarkvidéken is.
Nyáron a szövetségesek intézkedéseinek köszönhetően csökkent az Atlanti-óceán északi részén elsüllyesztett hajók száma. Az őrjáratozó repülők már víz alá tudták kényszeríteni a tengeralattjárókat, de megsemmisíteni csak ritkán voltak képesek. A kereskedelmi hajókról katapulttal indított vadászgépek viszont jó eredményeket értek el a német bombázókkal szemben.
December 8-án, egy nappal a Pearl Harbor elleni japán támadás után az Egyesült Államok belépett a háborúba, és az addigi „ellenséges semlegesből” nyílt hadviselővé vált. Németország december 12-én hadat üzent az Egyesült Államoknak. Ezen a napon Hitler részvételével értekezletet tartott a német hadvezetés, amelyen elhatározták, hogy kiterjesztik a búvárhajó-háborút az Atlanti-óceán nyugati felére is. Az első hat 740 tonnás tengeralattjáró december 18–30. között futott ki, azzal az utasítással, hogy támadja a New York és Új-Fundland közötti közlekedést.

## 1942

### A keleti parton
Karl Dönitz amerikai akciója a Paukenschlag (Dobpergés) hadművelet nevet kapta. A német búvárhajók érkezése teljesen felkészületlenül érte az amerikaiakat: a keleti part mentén mindenféle kíséret nélkül közlekedtek a teher- és tartályhajók, üzeneteiket nem rejtjelezték, a tengerparti városokat nem sötétítették el és működtek a világítótornyok. A hadművelet első áldozata a Norness tankhajó volt január 14-én.

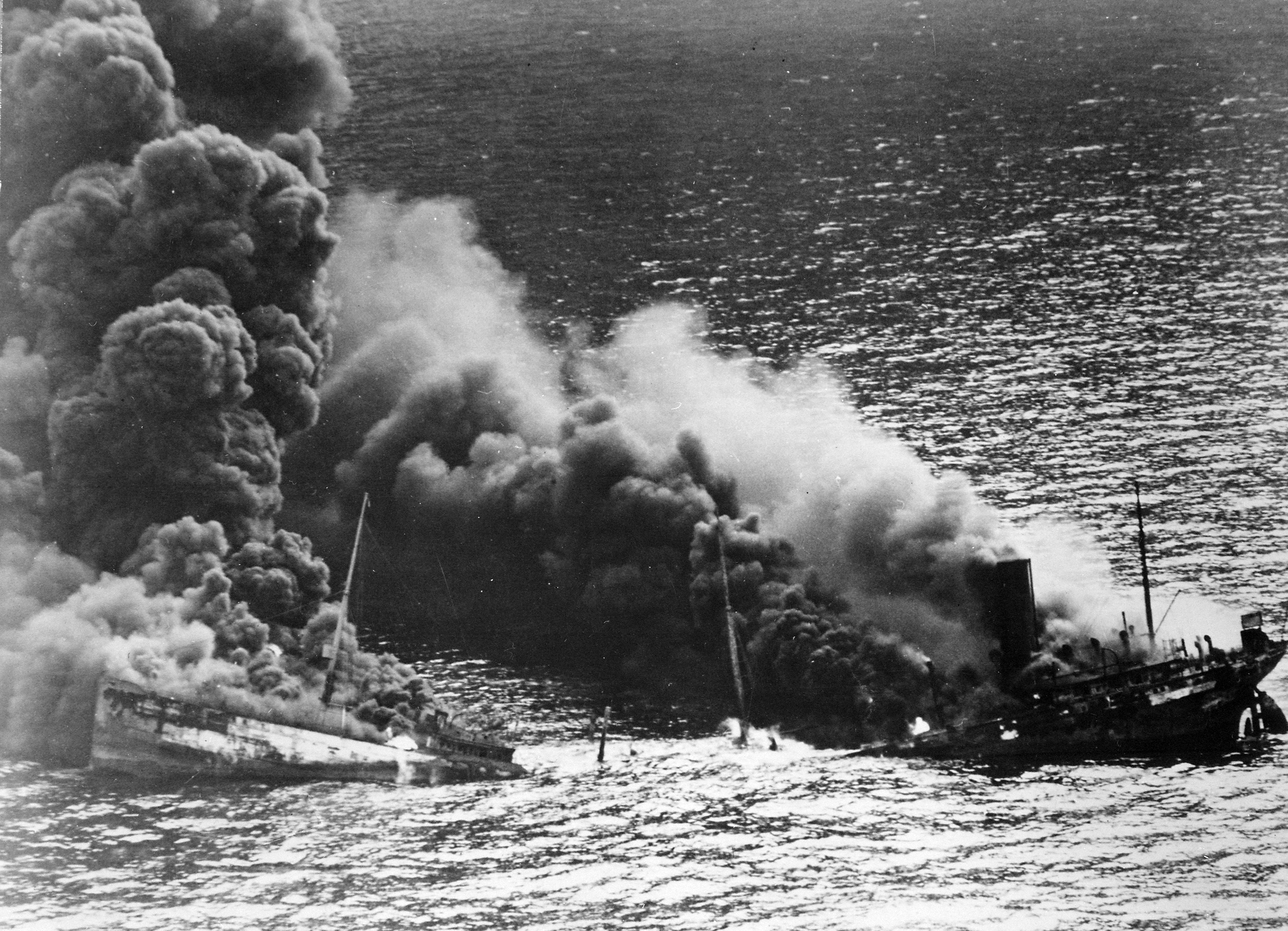
A Hatteras-foknál süllyedő Dixie Arrow tankhajó 1942. március 26-án

Az amerikaiak az addigi hadi tapasztalatok ellenére is késlekedtek a konvojok megszervezésével, és a part mentén közlekedő hajók könnyű prédává váltak. Nehezítette az amerikai reagálást az is, hogy párhuzamosan egy másik háborút is vívtak a Japán Birodalom ellen a Csendes-óceánon, amely a bevethető hadihajók jelentős részét felszívta. Az amerikai rombolók messze voltak, a flotta nagy csatahajóit óvták a japánoktól, és mindössze a parti őrség kisméretű hajói járőröztek az atlanti vizeken.
A németek vérszemet kaptak, és a tengeralattjárók egyre délebbre húzódtak, először a Hatteras-fokig, majd egészen Floridáig. Ezeken a tengereken a hajók teljesen védtelenek voltak, és a németek számolatlanul küldték az óceán fenekére őket, köztük rengeteg tartályhajót, amely Venezuela és a Mexikói-öböl között közlekedett. Ennek nyomán az elveszített szövetséges hajók száma drámaian megemelkedett: 1942 január–márciusban a németek 1,25 millió tonnányi hajóteret küldtek a tenger mélyére, a január–június időszakban, amelyet a németek boldog időnek neveztek, pedig többet, mint az 1942-t megelőző másfél évben. Dönitz szinte megrészegedett az eredményektől, és minden szabad hajót az óceán nyugati partjára küldött, és ezzel az észak-atlanti konvojok egy időre fellélegezhettek.
Miután az elsüllyesztett tankhajók hiányzó szállítmánya miatt olajhiány fenyegette az amerikaiakat, segítséget kértek, és februárban megérkezett a Brit Királyi Haditengerészet tíz korvettje és 24 felfegyverzett halászhajója. Áprilisban elindultak az első szervezett konvojok, és április 14-én sikerült az első német búvárhajót elsüllyeszteni az amerikai partok előtt. A kereskedelmi hajók csak nappal, egyik kikötőtől a másikig közlekedtek, éjszakára lehorgonyoztak. Májusra kiépült a védelmi rendszer az egész úton, és Dönitz a Karib-tengerre vezényelte a tengeralattjárókat, ahol a teherhajók még mindig magányosan közlekedtek. Ezután a Gibraltár környéki vizeken, majd Freetown előtt tűntek fel a búvárhajók. Hitler tartott attól, hogy a szövetségesek megszállják az Azori-szigeteket vagy Madeirát, ezért arrafelé is cirkáltatott tengeralattjárókat. Végül azonban Hitler, akit aggasztott a Wehrmacht helyzete a Szovjetunióban, arra utasította az admirálist, hogy parancsolja vissza hajói túlnyomó többségét az északi vizekre.
A pusztítás mindazonáltal rettenetes volt. Hét hónap alatt a szövetségesek hárommillió tonnányi hajóteret vesztettek, ebből a britek 181 hajót és 1,3 millió tonnát. A veszteségek alig egytizede került ki konvojban haladó hajók közül, a többieket mind magányos útjukon támadták meg a tengeralattjárók. Eközben a németek alig vesztettek búvárhajót. A német pusztítás még nagyobb lehetett volna az észak-atlanti vizeken, ha Hitler utasítást ad a felszíni flotta bevetésére, de attól tartott, hogy a szövetségesek Norvégiában akarnak partra szállni. Admirálisai hiába érveltek a tengeri offenzíva mellett, Hitler hajthatatlan volt, így a Tirpitz Trondheimben, a Scharnhorst és a Gneisenau Brestben maradt. A német hajóknak azonban a hírük is elég volt ahhoz, hogy zavarják a konvojközlekedést. A Tirpitztől való brit félelmek vezettek a PQ–17-es konvoj katasztrófájához, mert a német hadihajókról kapott téves információk miatt visszavonták a teherszállítók védelmét, kiszolgáltatva így őket a támadóknak. Jelentősen hozzájárult a veszteségekhez, hogy a németek 1941 februárjában újabb rotort adtak az Enigmához, és a britek csak a következő évre törték fel az új kódot.
Márciusban a brit kommandósok lerombolták a saint-nazaire-i kikötőt, ahol a világ egyik legnagyobb javítódokkja volt. Ez volt az egyetlen hely, ahova a Tirpitz sérülten behajózhatott volna, így még kockázatosabbá vált az óriási csatahajót az óceán nyílt vizeire vezényelni.

### A gyártás felpörgetése mindkét oldalon

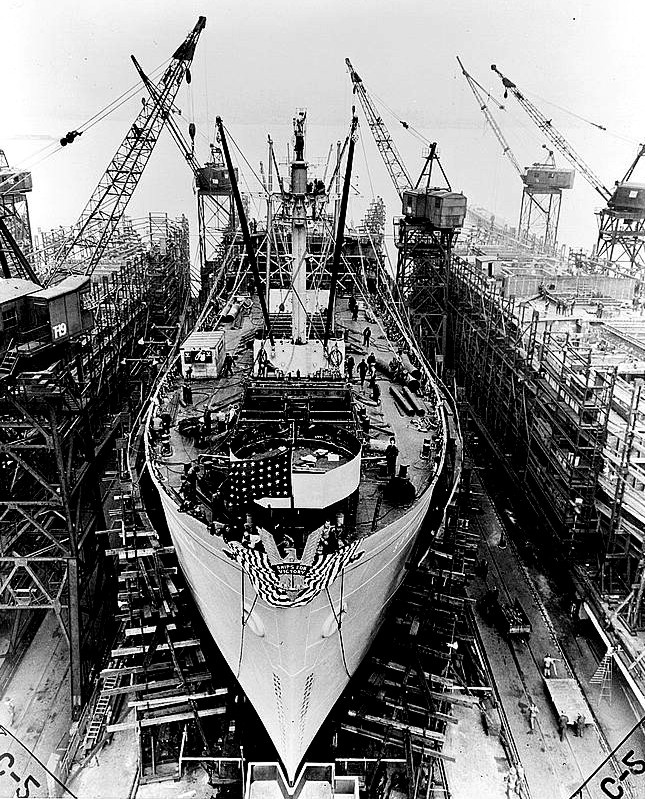
Készülő Liberty hajó

1942 első fele megismételhetetlen sikereket hozott a német tengeralattjáró-flottának: több mint hárommillió tonna vízkiszorítású hajót süllyesztettek el a tengereken, havonta átlagosan 500 ezer tonnát. Júniusban volt a csúcs, amikor 700 ezer tonnát küldtek a tenger fenekére. Ezek az eredmények felkeltették Hitler figyelmét is, és több forrást juttatott tengeralattjáró-építésre. Ennek köszönhetően 1942 júniusára a hajógyárak havi harminc búvárhajót bocsátottak vízre, és a flotta júliusban elérte az előirányzott 300 egységet, augusztusban pedig már 330 volt a számuk.
1942. augusztus 8-án pedig, csaknem három évvel a háború megindítása óta első alkalommal, az egyidejűleg tengeren lévő búvárhajók száma elérte a százat. A következő 11 hónapban ez a szám ritkán ment száz alá, maximumát 1943. április 29-én érte el, amikor 159 tengeralattjáró hajózott egyidejűleg a tengereken.
Azonban hiába kezdték ontani a búvárhajókat a német gyárak, Dönitz egyre nehezebben talált gyakorlott legénységet. A háború kezdete óta csaknem száz tengeralattjáró veszett el. A legénység ilyenkor vagy elpusztult, vagy hadifogságba került. Az új tengeralattjárók tisztjeit, matrózait a flotta más egységeitől vezényelték át, és egyre rövidebb kiképzés után küldték csatába. A szövetségesek anyagi fölénye mellett ennek is köszönhető, hogy 1942 nyár végére havi tízre emelkedett az elsüllyesztett tengeralattjárók száma.
Pusztulásukban egyre nagyobb mértékben játszott szerepet a szövetséges légierő. Ebben az időszakban minden második búvárhajót repülő, elsősorban az Izlandra telepített 120. repülőszázad Liberatorai semmisítettek meg, amelyek képesek voltak akár 18 órán át a levegőben maradni. Ezzel 900 kilométerre csökkent az a távolság, amelyet a hajóknak légi fedezet nélkül kellett megtenniük Grönlandtól délre. A gépek felszerelésében megjelent a levegő-felszín radar (ASV) és a Leigh-fényszóró, amelyet a német tengerészek istenverte fénynek (Das verdammte Licht) neveztek. Az új felderítési eszközök ellensúlyozására a német hajókat passzív rádiólokátor-észlelő műszerekkel szerelték fel, amelyek jelezték, ha egy radar rádióhullámai elérték a hajót.
E két eszközzel a repülőgépek megtalálták az éjszaka a felszínen úszó tengeralattjárókat, és pontos támadásokat intéztek ellenük. Ráadásul nemcsak a grönlandi rés, ahová nem értek el a bombázók, szűkült emiatt, hanem az addig védett Vizcayai-öböl is veszélyessé vált, ahol a búvárhajók kihajóztak a nyílt óceánra, illetve visszatértek támaszpontjukra.
Amerika hadba lépésével párhuzamosan felgyorsult a kereskedelmi hajók építése az Egyesült Államokban, elsősorban a könnyen összeszerelhető T10 szabványtartályhajó és a Liberty típusú szabvány-teherszállítónak köszönhetően. Egy ilyen hajót átlagosan három hónap alatt, nyáron már négy hét alatt készítettek el, de a Robert E. Pearyt mindössze 111 óra alatt rakták össze 1942. november 14-ei gerincfektetésétől számítva.

### Vissza az óceánra
Nyár végére az amerikai légierő megtisztította a part menti vizeket a németektől. 1942 szeptemberében a szövetségesek felállították az első, négy rombolóból, négy fregattból és két szlúpból álló Támogató Csoportot, amelynek az volt a feladata, hogy a konvojoktól függetlenül vadásszon tengeralattjárókra.

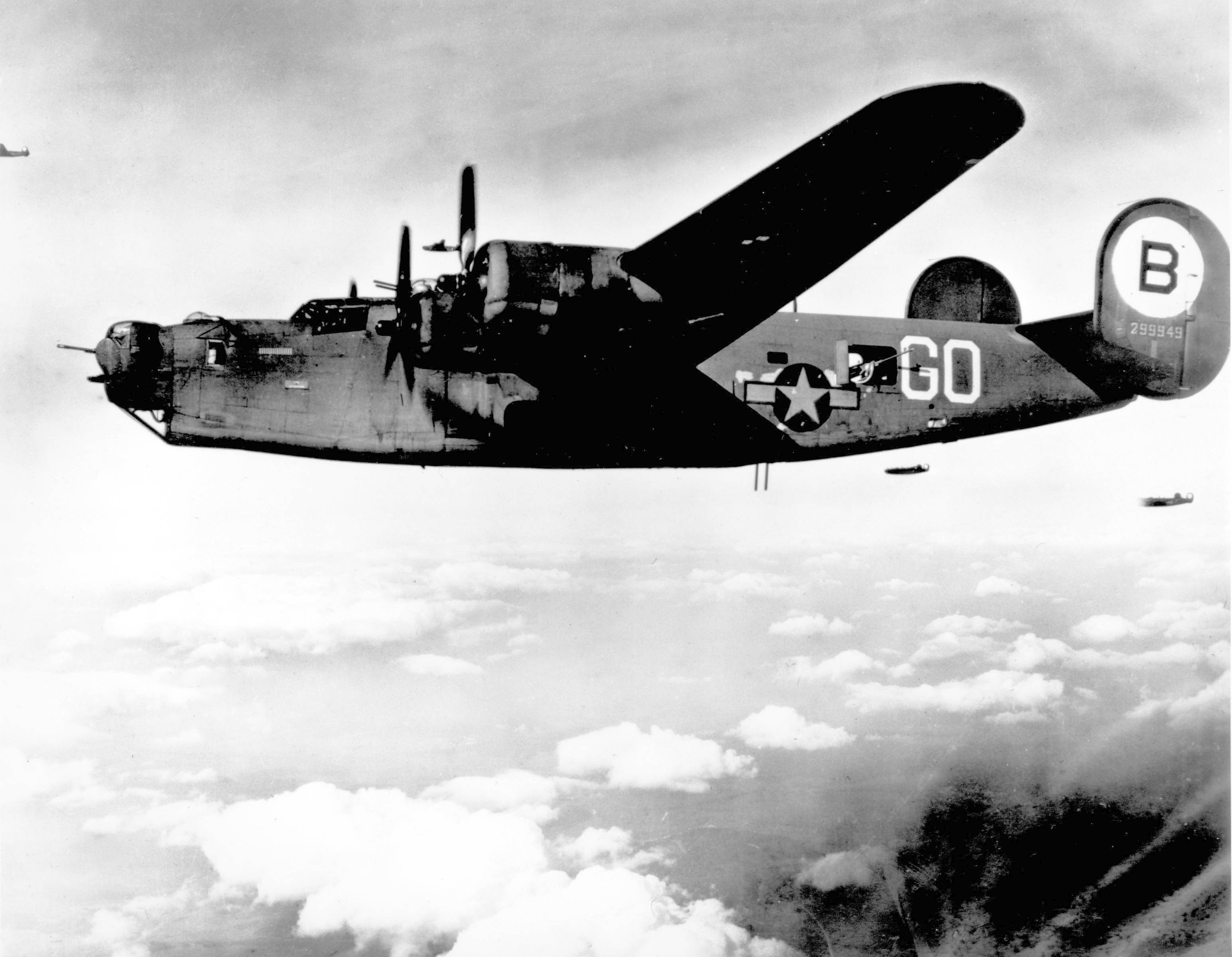
A búvárhajók réme, a Liberator

A konvojok védelmét azonban az szolgálta a leginkább, ha elhagyták a megszokott útvonalat, és így elkerülték a tengeralattjáró-őrláncokat. 1942 júliusa és 1943 májusa között például 174 veszélyeztetett konvojból 105-öt sikerült békés vizekre irányítani, 53 esetében minimalizálták a veszteséget, és csak 16 karaván futott bele a németekbe. A hajókaravánok hatvan százalékának sikerült veszteség nélkül elérnie kijelölt célállomását. Ebben nagy szerepet játszott, hogy a szövetségesek bevezették a magas frekvenciás iránymérést (HF/DF, tengerészeti szlengben a Huff Duff) is, amely lehetővé tette, hogy a konvojt követő tengeralattjáró helyzetét, annak üzenetei alapján, a kísérő hadihajók megállapítsák. Emellett megkezdték a kísérőhordozók hadrendbe állítását, amelynek révén a harci gépek sokkal közelebbről indulhattak a tengeralattjárók ellen.
Az év végén kezdte meghozni első gyümölcseit a megerősített szövetséges védelem, amely főleg a nagy hatótávolságú repülőgépeknek volt köszönhető, amelyeket Roosewelt Nagy-Britanniába telepített, de a decemberi, majd a következő év januári relatíve alacsony veszteséget nem sikerült állandósítani. A második fél évben jelentősen megnőtt az elpusztított tengeralattjárók száma is: míg az első hat hónapban 21 búvárhajót semmisítettek meg a szövetségesek, a második félévben már 65-öt.

1942 október–novembere mindezek ellenére katasztrófa volt a szövetségesek számára. Októberben 105 hajó (566 939 brt), novemberben pedig 123 hajó (768 732 brt) süllyedt a mélybe. A szövetségesek szerencséjére decemberben és 1943 januárjában óriási viharok dühöngtek az Atlanti-óceán északi részén, amelyek megnehezítették a tengeralattjárók tevékenységét.

### Partraszállás Afrikában
1942. november 8-án megkezdődött a Fáklya hadművelet, amely átmenetileg elszívta a kísérő hadihajókat az Atlanti-óceánról. A sok száz szövetséges csapat- és hadianyag-szállító hajó, valamint az őket kísérő hadihajók úgy érték el Afrikát, hogy Dönitz tengeralattjárói nem vették észre őket. A németek ugyanis úgy gondolták, hogy a partraszállás helyszíne a mai Szenegál lesz, ezért Dakar előtt negyven német és olasz búvárhajó várakozott a flottára. Emiatt a nagyjából nyolcszáz hajó sértetlenül megérkezett a kijelölt partszakaszhoz.
Mivel a szövetségesek valamennyi elérhető hadihajót mozgósították a konvojok kíséretére, a sarki vizeken szüneteltették a PQ és QP kódjelű, a Szovjetuniót segítő karavánokat. A hajóforgalom azonban nem állt le, 1942 őszén – az FB hadművelet keretében – magányos hajók indultak neki az útnak.

## 1943
A csendesebb január után a búvárhajók februárban ismét 600 ezer tonnánál is több hajóteret pusztítottak el. A németek annyi olaj- és hadianyag-szállítmányt süllyesztettek el, ami veszélyeztette a tervezett új front megnyitásának előkészületeit. Churchill a veszteségek láttán még inkább ragaszkodott ahhoz, hogy a tervezett nyugati partraszállás csak a tengeralattjárókkal való leszámolás után kezdődjön meg.
1943 első félévében a német tengeralattjárók ismét rendkívül hatékonyan tevékenykedtek az Atlanti-óceán északi részén, és 359 276 tonnányi hajóteret pusztítottak el. Elsüllyedt azonban 18 búvárhajó is. Dönitznek ekkor már 180 tengeralattjárója működött a térségben. Március közepén lezajlott az egyik legnagyobb konvojcsata, amelyben 38 német tengeralattjáró 21 hajót (141 000 brt) süllyesztett el. A brit Admiralitás utólag így fogalmazott: „A németek sohasem jutottak olyan közel ahhoz, hogy megszakítsák az összeköttetést az Óvilág és az Újvilág között, mint 1943. március első húsz napjában” Ekkor azonban már közeledett a tengeralattjáró-háború fordulópontja.

### Fekete május
Annak ellenére, hogy a szövetségesek veszteségei hatalmasak voltak, a Winston Churchill által gyakran emlegetett statisztikák már a szövetségesek sikerét mutatták. 1943 októberére a brit és amerikai ipar pótolta az 1939 óta elveszített szállítókapacitást, a német búvárhajó-veszteség pedig kezdte elérni a havi kibocsátás szintjét.

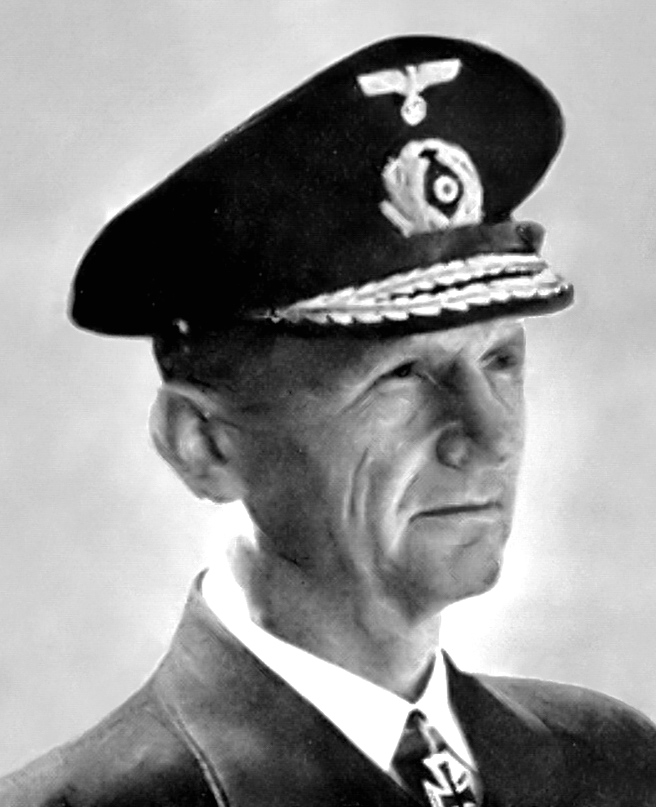
Karl Dönitz admirális

Dönitz tájékoztatása Hitlernek 1943. november 12-én

„Minden ütőkártya az ellenség kezében van, képes az egész területet légi őrjáratokkal fedezni, és olyan helyzetjelző módszerei vannak, amelyek ellen nincs semmiféle eszközünk. (…) Az ellenség ismeri minden titkunkat, mi viszont semmit sem tudunk az övéiből.”
Ennek több összetevője volt. 1943 májusában a szövetséges kódfejtők hatékonysága jelentősen emelkedett, és az elfogott üzenetek feltörése után számos konvojt mentettek meg az útvonaluk módosításával. Nőtt a kísérő hadihajók száma, és egyre több Liberator állt szolgálatba. Folyamatos őrjárataik megnehezítették a farkasfalkák tevékenységét, hiszen állandóan támadták a felszínen úszó búvárhajókat, és szétszórták a falkákat.
Áprilisban hadrendbe álltak az első olyan kereskedelmi hajók, amelyeket anyahajóvá alakítottak át. A MAC-hajók (Merchant Aircraft Carrier) 120 méteres repülőfedélzetet kaptak, ahonnan a régi, kétfedeles Fairey Swordfish gépek fel tudtak szállni. Őket az első valódi konvojkísérő repülőgéphordozó, a USS Bogue követte. Támogató Csoportokat állítottak fel, bevetették a továbbfejlesztett radar- és Asdic-készülékeket.
Ennek hamarosan meglett az eredménye: a „fekete május” során a németek 41 tengeralattjárót veszítettek, ami kétszerese volt a havi kibocsátásnak. Április–májusban a németek ugyan még 106 szövetséges hajót (593 000 brt) elsüllyesztettek, ami azonban meg sem közelítette az egy évvel korábbi eredményt, az elpusztított 200 (1 000 000 btr) teherszállítót. A két hónap összesített német vesztesége 61 tengeralattjáró volt.
Május 24-én Dönitz visszavonta flottáját az Atlanti-óceánról. Döntése öt nappal azután született, hogy kisebbik fia, Peter Dönitz hősi halált halt az U–954 fedélzetén. A végletekig fanatikus admirális azonban nem adta fel a harcot, és újabb célpontok ellen küldte hajóit, például a Monszun csoport részeként a távol-keleti vizekre. Az év második felében a Kriegsmarine további 143 hajót vesztett.
Azzal, hogy a tengeralattjárók visszahúzódtak az észak-atlanti vizekről, a szövetségesek zavartalanul szállíthatták a normandiai partraszálláshoz szükséges hadianyagot és élőerőt az amerikai kontinensről Nagy-Britanniába. Az a néhány tengeralattjáró, amely még a térségben tevékenykedett, elsősorban meteorológiai méréseket végzett, és az egykori falkák jelenlétét próbálta szimulálni rádióadásokkal. Olykor megpróbáltak egy-egy konvojt megtámadni, de jelentős veszteségeket ekkor már nem tudtak okozni.
1943 őszén Karl Dönitz még egyszer visszaküldte a tengeralattjárókat az Atlanti-óceán északi részére. Ezeken a hajókon már volt az újonnan kifejlesztett Wanze radardetektorokból és az Aphrodite radarcsapdákból, amelyek passzív eszközök voltak és más radarok jeleit érzékelték. Megerősítették a búvárhajók légvédelmi fegyverzetét is, mert a tapasztalatok szerint annak a tengeralattjárónak volt nagyobb a túlélési esélye, amely a felszínen felvette a harcot a támadó bombázókkal. Bevezették a T5 Zaunkönig torpedót, amely hasonlított a szövetségesek levegőből indítható Fido torpedójára, amely az ellenséges vízi jármű propellerhangját követve kereste meg célpontját. Az új torpedó nagyon hatékonyan működött, ezért az Admiralitás azonnal lépett, és rövid időn belül minden kísérőhajó propellerzajt imitáló csalikat vontatott maga után.
Az év vége még tartogatott egy kellemetlen veszteséget a németek számára: december 26-án szövetséges hadihajók elsüllyesztették a Scharnhorst csatacirkálót, amely megtámadott egy Murmanszkba tartó konvojt. A fedélzeten tartózkodó 1968 tengerészből csak 36 maradt életben. A szövetségesek hadi és technikai fölényének köszönhetően az év végére a tengeralattjárók harcértéke jelentősen csökkent.

## 1944–1945

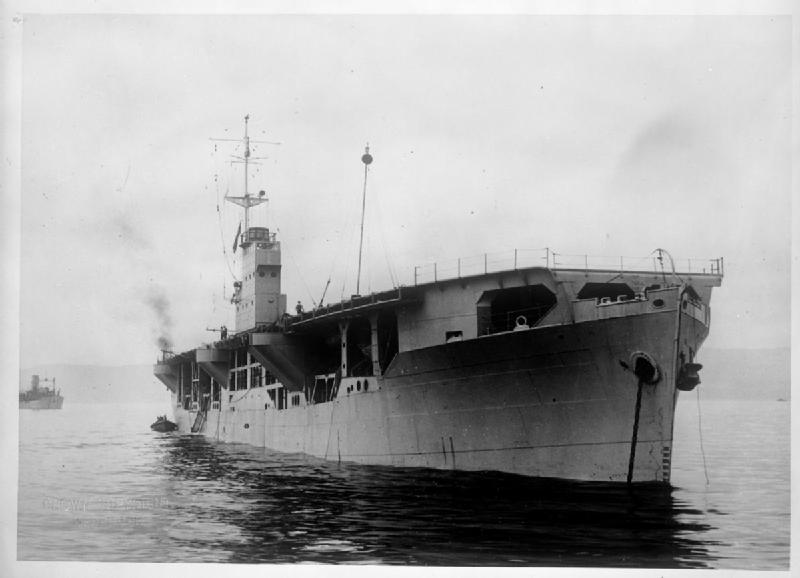
A Rapana olajszállító, miután anyahajóvá alakították

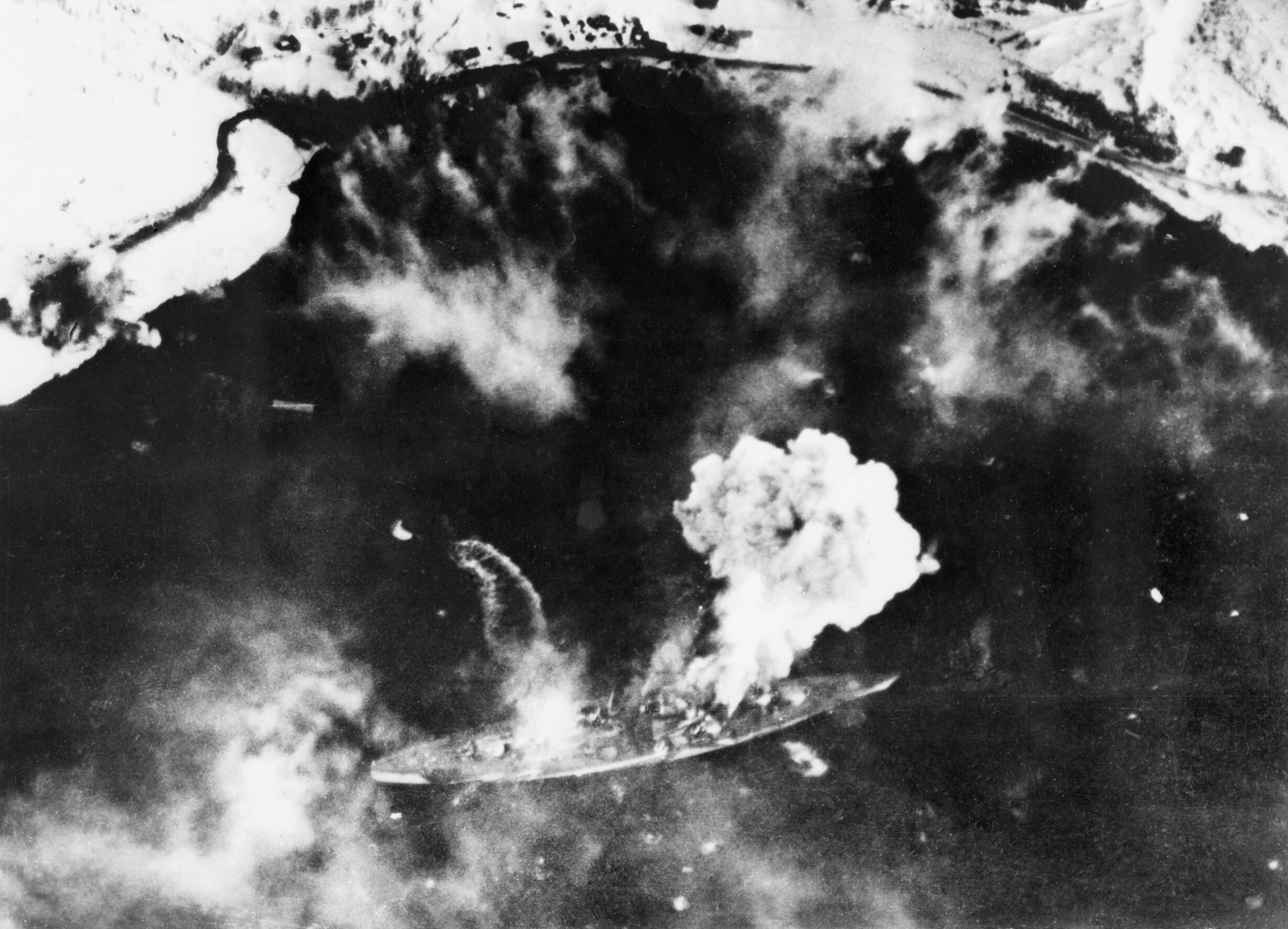
A Tirpitz bombázása

A német haditengerészetnek 1944. január 1-jén 436 tengeralattjárója volt, de közülük csak 168 volt bevethető állapotban, többségükben az öreg VII-es és IX-es típusokból. Dönitz ezektől nem várhatott sokat, de annál inkább bízott a XXI-es típusban. Ezeket légbevezető csővel (snorkel) szerelték fel, amely lehetővé tette, hogy a dízelmotorok a felszín alatt is működhessenek, és a hajónak ne kelljen rendszeresen felemelkednie a felszínre. Hanglokátorral, Zaunkönig torpedókkal szerelték fel őket, de csak kevés állt rendelkezésre, így az admirális a régebbi hajókkal próbálta meg feltartóztatni a franciaországi partraszállást.
Dönitz arra utasította a tengeralattjárók egy részét, hogy járőrözzenek az Északi-tengeren, a La Manche csatornán és a Vizcayai-öbölben, és azonnal jelentsék, ha észlelik az inváziós flottát. A többi tengeralattjáró franciaországi és norvégiai támaszpontokon várta a támadási parancsot. Dönitz májusban üzenet küldött búvárhajó-parancsnokainak, és felszólította őket, „Támadják meg és süllyesszék el az inváziós flottát, végső esetben az ellenséges hajók ütközés által történő megsemmisítésével”. Ebből nem lett semmi. A német hajók közül mindössze 35 volt vízen, amikor a szövetségesek már a francia partokon harcoltak.
Az előrenyomuló amerikai és brit csapatok sorban foglalták el vagy kerítették be az atlanti kikötőket, így augusztusban a tengeralattjárók kiszorultak Franciaországból, és visszatértek norvégiai és balti-tengeri bázisaikra. 1944 katasztrofális éve volt a német haditengerészetnek, amely 249 búvárhajót vesztett. Ráadásul novemberben a brit légierő lecsapott a tromsø-i fjordok egyikében horgonyzó Tirpitzre, és elsüllyesztette.
1944 decemberében még utoljára kifutottak a tengeralattjárók, hogy összehangolt akciókkal zavarják meg a szövetséges hajóforgalmat. 1945. január végéig mindössze kilenc teherhajót küldtek a tenger fenekére, miközben hét egységet elvesztettek. Februárban a sarki vizeken támadtak, és elsüllyesztettek 15 hajót, amely a Szovjetunióba tartott. Ezért a gyenge eredményért 14 tengeralattjáróval fizettek. Márciusban az arány tovább romlott, 18 tengeralattjárót áldoztak fel 15 teherhajóért. Az utolsó torpedókat az U–2336 lőtte ki május 7-én este, alig néhány órával a fegyverszünet előtt. Ezzel ért véget az atlanti csata.

## A flotta vége
1945. május 4-én a német haditengerészet arra utasította a tengeralattjárókat, hogy fejezzék be küldetésüket, és térjenek vissza a norvégiai kikötőkbe. Négy nap múlva az admiralitás azt a parancsot adta a búvárhajóknak, hogy hajózzanak meghatározott kikötőkbe, köztük az észak-skóciai Loch Eriboll nevű öbölbe, és adják meg magukat. Az utasítást 156 tengeralattjáró teljesítette.
A háromhatalmi bizottság 1945. október 10-én, 13. találkozóján kiválasztotta azokat a tengeralattjárókat, amelyeket nem szándékoztak elsüllyeszteni. Október 29-én megállapodtak abban, hogy a többi búvárhajót 1946. február 15-éig el kell süllyeszteni a nyílt tengeren, minimum száz méter mélyre. A brit kikötőkben végül 116 megsemmisítésre ítélt búvárhajó maradt, ugyanis Nagy-Britannia nyolc, az Egyesült Államok egy, a Szovjetunió pedig tíz hajót választott az ott horgonyzók közül.
A Deadlight hadműveletnek három nagyobb szakasza volt. Nyolcvanhat hajót 1945. november 27. és december 30. között, 28-at december 29. és 1946. január 9. között, kettőt pedig február 10. és 12. között süllyesztettek el. Később 11 további, a 116-os listán nem szereplő tengeralattjárót küldtek a tenger fenekére.

## Összegzés

### Veszteséglista
Nem tudni pontosan, hogy az Atlanti-óceánon 1939-től 1945-ig zajló csatában mekkora veszteségeket szenvedtek el a felek: ahány történelmi munka, annyiféle szám. Ami biztosan kijelenthető, hogy a pusztítás egyik oldalt sem kímélte. Arányait tekintve a brit kereskedelmi flotta békebeli személyi állományának húsz százalékát veszítette el, míg a bevetett német haditengerészek 63 százaléka veszett oda, összességében 75 százaléka elesett vagy megsebesült, esetleg szövetséges fogolytáborba került. Ez bármelyik hadviselő fél bármelyik fegyvernemének veszteségét meghaladta.
A csatával foglalkozó könyvek, honlapok elég szélsőséges adatokat adnak meg a veszteségeket tekintve. Ezek alapján a németek 2400-2800 hajót süllyesztettek el, és 700-760 tengeralattjárójuk pusztult el. Az elsüllyesztett hajók vízkiszorítása nagyjából 13-13,5 millió tonna volt. A szövetségesek 30-30 ezer kereskedelmi és haditengerészt, a Kriegsmarine 26-29 ezer embert veszített.

### A búvárhajó-háború megítélése

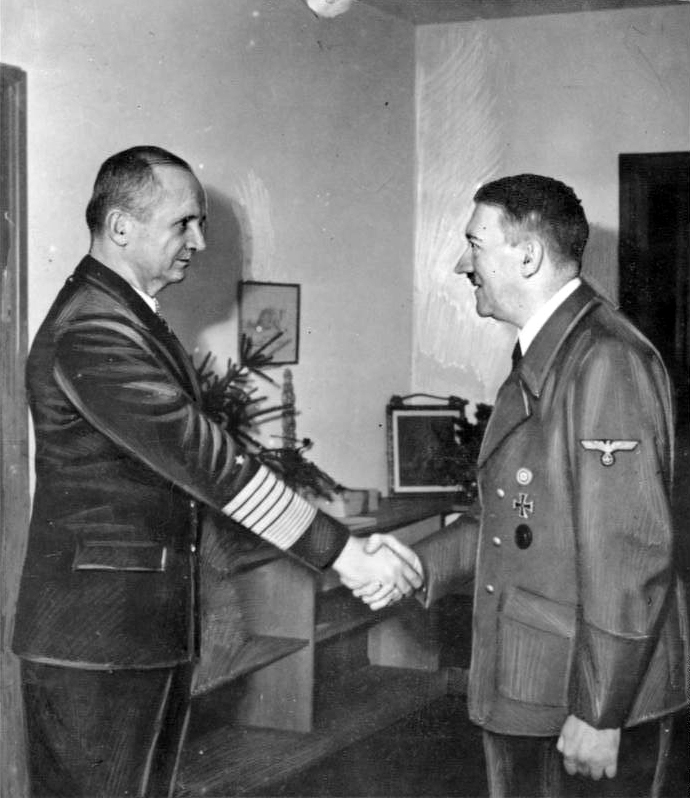
Dönitz (b) és Hitler (j) a Führerbunkerban a háború utolsó évében

A hivatásos tengerészek mindig is erkölcstelennek tekintették a kereskedelmi hajók figyelmeztetés nélküli elpusztítását. A háború elején maguk a németek is gyakran hagytak időt a legénységnek hajója elhagyására, és csak azután küldték azt hullámsírba. Több túlélő beszámolt arról, hogy a tengeralattjárók legénysége eligazította a mentőcsónakok utasait a legközelebbi part irányáról, vagy ellátták sebesültjeiket, apróbb ajándékokkal, általában egy üveg szeszes itallal ajándékozták meg őket. Ez azonban csak nagyon rövid ideig tartott. Ahogy a magányos hajók helyét átvették a hadihajók által kísért karavánok, úgy tűntek el az ilyen gesztusok.
Ráadásul a német hadvezetés kifejezetten ellenezte az ilyen magatartást. Dönitz már a háború első hónapjaiban így fogalmazott 154. parancsában: „Ne mentsenek meg senkit, és ne vegyenek fel senkit. Ne törődjenek a mentőcsónakokkal, se azzal, milyen az idő és milyen közel van a szárazföld. Csak a saját hajó számít. Igyekezzenek a lehető leghamarabb újabb sikereket elérni. Keménynek kell lennünk ebben a háborúban. Ezt a harcot az ellenség kezdte azért, hogy elpusztítson minket, ezért semmi nem számít.”
Hasonló nyíltsággal fogalmazta meg akaratát Adolf Hitler is 1942-ben: „A teherszállító hajókat figyelmeztetés nélkül fogjuk elsüllyeszteni azzal a szándékkal, hogy annyi tengerészt pusztítsunk el, amennyit tudunk. (...) Mi a létünkért harcolunk, éppen ezért nem fogadhatunk el semmiféle humanitárius szempontot. Ebből az okból kifolyólag ki kell adnom a parancsot, hogy miután külföldi tengerészt nem lehet foglyul ejteni, márpedig a legtöbb esetben ez a helyzet a nyílt tengeren, a tengeralattjárók a torpedózás után menjenek a felszínre, és lőjék szét a mentőcsónakokat.”
1946 májusában Karl Dönitzet a kereskedelmi tengerészek lemészároltatása miatt háborús bűnökkel vádolták a nürnbergi perben, de végül mindössze tíz év elzárásra ítélték. 1980-ban halt meg, és katonai tiszteletadással temették el.

## Volt-e igazán esélyük a németeknek?

### Anyagcsata

Táblázat az atlanti csatáról: az elpusztított német tengeralattjárók száma havi bontásban

„Az egyetlen dolog, ami valóban megrémített a háború alatt, az az U-Boot-veszedelem volt. (...) Nem látványos csaták és csillogó teljesítmények alakjában valósult meg, hanem statisztikai kimutatások, táblázatok és görbék formájában, amelyeket a nemzet nem ismert, a közvélemény pedig sohasem tudott volna felfogni”, írta a háború után Winston Churchill. A brit miniszterelnök az anyagcsata fogalmát így írta körül: az a fél győzedelmeskedik, amelyik tovább bírja az elhasznált hadianyagok és fegyverek pótlását. Az atlanti csata nagy tétje éppen ez volt: sikerül-e a Németországnak olyan számban a tengerek mélyére küldenie a brit hajókat, hogy Nagy-Britanniának ne maradjon más választása, mint a kapituláció.
Karl Dönitz úgy kalkulált, hogy 300 tengeralattjáróval megfojtja Nagy-Britanniát, ha kapitányai mérlegelés nélkül minden ellenséges hajót elsüllyesztenek, amellyel találkoznak. Az első évek az admirálist igazolták: 1941-ben, amikor az atlanti csata még el sem érte csúcspontját, a brit hajógyárak évi 500 ezer tonna veszteségben voltak, vagyis ennyivel kevesebb új hajóteret adtak át az elsüllyesztett regisztertonnákkal szemben. 1942 júliusában Dönitz elérte a célt, 140 tengeralattjárója vadászott egyszerre, ami lehetővé tette az évi 7 millió tonnányi hajó elpusztítását, ami már többszörösön meghaladta a brit gyártókapacitást.
Ekkorra azonban már minden tényező a németek hátrányára változott. A britek lefoglalással és bérléssel 7 millió tonna hajótérrel, vagyis egyévnyi tengeralattjáró-pusztítással megegyező mennyiséggel egészítették ki flottájukat. Ráadásul az amerikai hajógyártás 1943-ra 1500 új hajó szolgálatba állítását ígérte, amelyek a korábbiaknál nagyobbak, 10-15 ezer tonnások voltak. Ez háromszorosa volt annak a mennyiségnek, amelyet a német búvárhajók megsemmisítettek. Hasonló ütemben nőtt a hadihajók száma is: az amerikaiak 1941 és 1945 között évi 200 egységet bocsátottak vízre. A németeknek így, hiába növelték havi harmincra a búvárhajó-kibocsátást, arányaiban egyre nagyobb árat kellett fizetniük minden elsüllyesztett teherszállítóért. Utólag visszatekintve azt lehet mondani, hogy a tengeralattjáró-háború hamarabb eldőlt, mint ahogy azt a felek felismerték.

### Stratégiai hibák

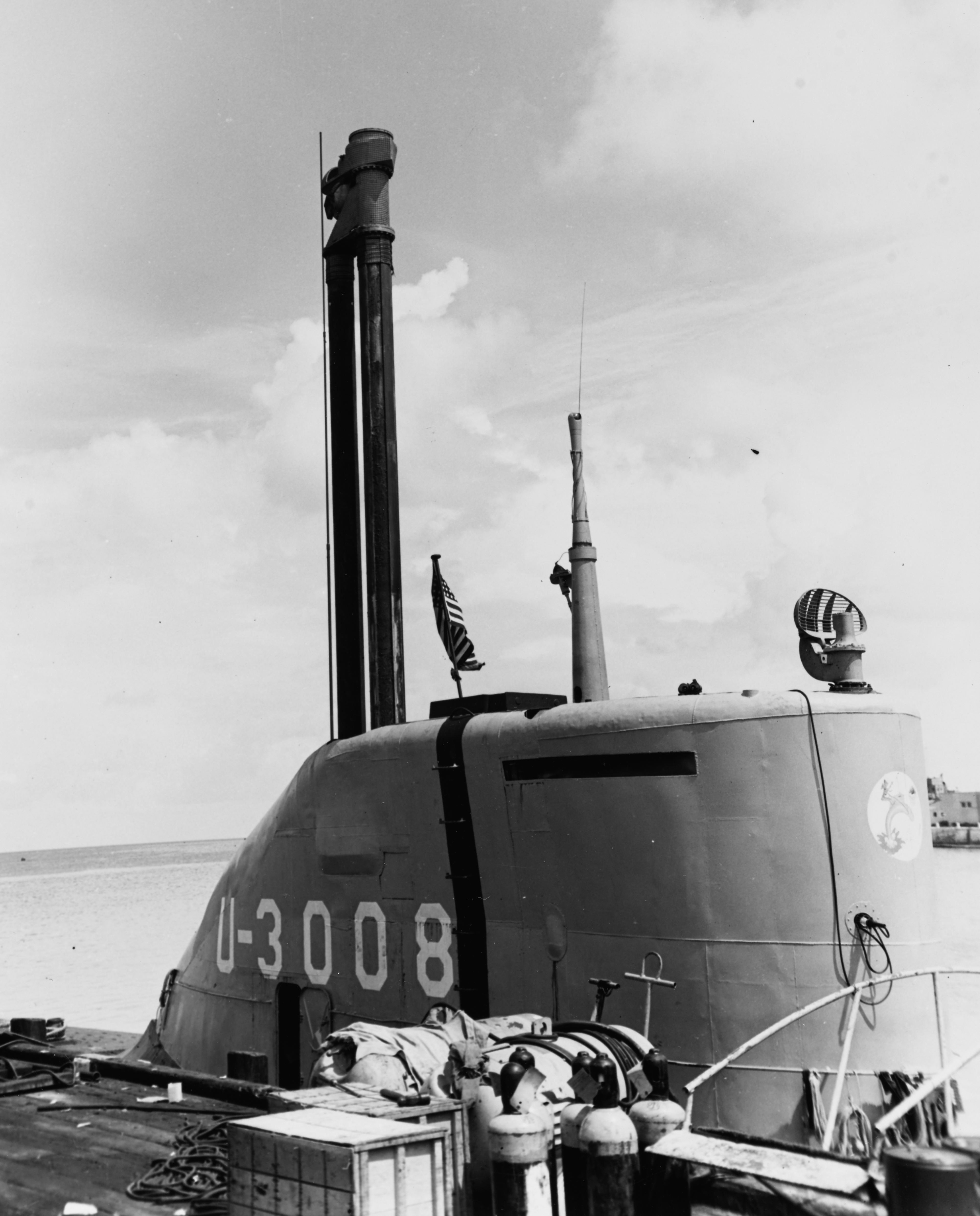
Snorkel az U–3008 tornya felett

Williamson Murray történész a Why Germany’s Kriegsmarine Lost the Battle of the Atlantic (Miért veszítette el Németország haditengerészete az atlanti csatát?) című cikkében különböző stratégiai hiányosságokat vetett Karl Dönitz szemére. Azt írta, hogy a németek nem modellezték a konfliktus kitörése előtt a várható háborús forgatókönyveket, ami rámutathatott volna arra, milyen nehézségekkel kell majd szembenézniük, ha megtámadják Nagy-Britannia tengeri kommunikációs vonalait. Kiderülhetett volna ugyanis, hogy a fokozódó támadásokra a britek válasza a tengeralattjáró-elhárító flotta növelése lesz, ami először a Brit-szigetekhez közeli tengereket teszi majd túl kockázatossá a búvárhajók számára. Ezért a tengeralattjárók kénytelenek lesznek egyre messzebbre kihajózni az Atlanti-óceánra, ami miatt hosszabbak lesznek a járőrutak. A nagyobb területen a konvojoknak is több terük lesz a manőverezésre, mint a partokhoz közeli vizeken, és emiatt a farkasfalka összegyűjtése – Dönitz stratégiájának alapja – is jóval nehezebb lesz.
Murray szerint a modellezés hiánya és Dönitz stratégiai szűklátókörűsége elsősorban a tengeralattjárók felépítésében érhető tetten. Az admirális fő fegyverének a 629 és 965 tonna közötti VII-es típust választotta, amelynek hatótávolsága relatíve kicsi volt. Ezek a hajók a Brit-szigetek körüli portyázásra készültek, és számos probléma adódott velük, ha távolabbi vizekre kényszerültek. A IX-es típus jóval nagyobb volt, alkalmas a Németországtól messzi portyákra, de a németek mégis háromszor többet gyártottak a VII-es típusból. A VII-es típus előállítása ráadásul az egész háború alatt folyt, még akkor is, amikor már kiderült, hogy az atlanti csatát nem a Brit-szigetek környékén kell megvívni.
Murray szerint Dönitz egyik nagy hibája az volt, hogy elhanyagolta a technikai fejlesztéseket, és nem módosította a búvárhajók harci alkalmazását, miközben a szövetségesek folyamatosan új megoldásokat kerestek. A németek számára fájóan későn születtek meg a fejlesztések, amelyek talán megfordíthatták volna a csata menetét. Különösen igaz ez a snorkelre, amelynek terve már 1927-ben rendelkezésre állt. John Keegan történész így írt erről: „Ha az amerikai hadsereg nem fosztotta volna meg a németeket 1944 augusztusában a legfontosabb atlanti-óceáni kikötőiktől, a snorkellel felszerelt tengeralattjárók minden bizonnyal újrakezdték volna az atlanti csatát, és ez nagyon sokba került volna a szövetségeseknek”.